# 水樹奈々
水樹 奈々（みずき なな、1980年1月21日 - ）は、日本の声優、歌手、ナレーター、俳優。愛媛県新居浜市出身。StarCrew（事務所）とKING AMUSEMENT CREATIVE（レーベル）に所属。公式ファンクラブは「S.C. NANA NET」。
代表作に『NARUTO -ナルト-』（日向ヒナタ）、『水樹奈々 スマイルギャング』、『MUSIC JAPAN』（ナレーション）、『ハートキャッチプリキュア!』（花咲つぼみ / キュアブロッサム）など が、代表曲に「深愛」「ETERNAL BLAZE」「Synchrogazer」などがある。
実妹は歌手のMiKA。2020年7月6日、音楽関係者の男性と結婚。

## 来歴

### 学生時代まで
歌手志望だった歯科技工士の父親（1933年4月11日 - 2008年10月29日）に、5歳のころから中学を卒業するまで、父の仕事場と両親が経営する自宅のカラオケ教室で、演歌歌手の夢を託され、毎日休まず猛特訓を受ける。他にも、音感を養うためにピアノやエレクトーンを、歌手になった時にサインを求められても困らないように書道を学んだ。地元では「のど自慢大会荒らし」と呼ばれていたが、一方で優勝とは縁がなかった。父の躾が厳しく、門限に5分遅れたと言われ物置に閉じ込められたり、友達の家を行き来することもいい顔をされなかった。
中学2年生の時、東京の芸能プロダクションから声が掛かり、所属のために出された条件が「せとうちのど自慢10周年記念全国大会」に優勝しグランドチャンピオンになることだったが、翌年それを果たす。上京後は事務所のボイストレーナーの内弟子として生活する傍ら、堀越高等学校芸能活動コース（現・総合TRAITコース）に入学。同校では片山さゆりや堂本剛、ともさかりえ、山口紗弥加、佐藤仁美と同級生だった。高校2年生からは代々木アニメーション学院声優タレント科にも並行して通い、学業と両立させた。小さいころから演歌と同じくらいアニメソングが好きで、職業としての声優にも興味があった。その時に自ら二足のわらじを履くことにしていたが、後述の高校3年生の時の声優デビューに繋がったという。
1998年3月、代々木アニメーション学院声優タレント科と堀越高等学校芸能活動コースを卒業。水樹は在学中、ある教師が「芸能コースの生徒たちは仕事で忙しいから」という理由で学業を軽んじている傾向を指摘したことに発奮して、一時期は学年トップの成績を収めるなど、堀越卒業時は学業優秀・品行方正の卒業生10人に贈られる「堀越賞」を受賞した。堀越賞は全コースの生徒対象で、総合TRAITコースからは草彅剛以来2人目の受賞である。
この間、高校2年生の時に所属事務所が破産。芸能事務所所属が在籍条件である堀越・総合TRAITコースからの退学の危機を迎えるが、歌の師であるボイストレーナーが新たに事務所「産光ミュージック」を設立し、一時在籍することでこの危機を回避している。その師からは5年半におよび、セクハラまがいなことをされ、そして歌手デビューの半年後に内弟子関係を解消した。

### デビューから2000年代
1998年2月26日に発売されたPlayStation用ゲーム『NOëL 〜La neige〜』の門倉千紗都役で声優デビュー。同年10月1日放送開始の『時空探偵ゲンシクン』大和ソラ役がテレビアニメ初レギュラー出演となった。
2000年12月6日、シングル『想い』で歌手デビュー。2002年1月10日放送開始の『七人のナナ』の鈴木ナナ役でテレビアニメ初主演となった。
このころには作品発の声優ユニットにも参加しており、2001年には『シスター・プリンセス』をきっかけに、桑谷夏子・小林由美子・望月久代とともにPrits（プリッツ）を結成。以降はシングル3作、アルバム1作を発表した。このアルバムではLINDBERGの「GAMBAらなくちゃね」をカバーする。2002年には上述の『七人のナナ』の共演者である秋田まどか・浅木舞・中原麻衣・名塚佳織・福井裕佳梨・桃森すももと共に声優ユニットのnana×nanaを結成し、主題歌を担当している。
2002年4月5日からは文化放送で自身初の冠ラジオ番組『水樹奈々 スマイルギャング』が放送開始（アシスタントは水樹の後輩にあたる福圓美里）。2021年5月30日放送分では放送回数1,000回を突破、文化放送A&Gゾーンに属する現役番組としては最長寿番組となっている。「ヘッド」という愛称はこの番組が発信元である。
2004年10月6日、自身も出演するテレビアニメ『魔法少女リリカルなのは』主題歌である、10作目のシングル『innocent starter』がオリコン週間シングルチャートにおいて9位となり、初めてオリコンチャートTOP10入りする。
2005年7月10日、第1回目のAnimelo Summer Liveとなる「Animelo Summer Live 2005 -THE BRIDGE-」（国立代々木競技場 第一体育館）に出演。以降2014年までは毎年出演する。
2005年10月19日、12作目のシングル『ETERNAL BLAZE』が発売されると、10月25日付のオリコン週間シングルチャートで初登場・2位となり、自己最高位記録を更新した（シングル・アルバムを含めた声優単独名義の当時の最高位）。ラジオ番組『FRIDAY SUPER COUNTDOWN 50』（文化放送）では、声優個人名義で初となる1位を獲得。これよりオリコンチャートの上位常連となる。
2006年1月30日付のオリコン週間音楽DVDチャートで『NANA CLIPS 3』が1位となる（総合DVDチャートは3位、オリコンの主要チャートでの1位は声優として初）。アルバム『HYBRID UNIVERSE』がオリコン・週間アルバムチャートで3位を記録（当時の声優としての最高位タイ記録）。
2007年3月3日に発表された『第1回 声優アワード』で歌唱賞を受賞し、「Justice to Believe」が受賞曲に選ばれた。また、4月30日付のオリコン週間シングルチャートにて、15作目のシングル「SECRET AMBITION」で自身2度目となる初登場・2位を獲得。さらに10月24日付のオリコン週間アルバムチャートで6作目のアルバム『GREAT ACTIVITY』（11月14日発売）が初登場・2位を記録し、林原めぐみと自身が記録した声優の当時のアルバム最高位記録を更新。これにより、シングル・アルバム・DVDで最高位保持者となった。
2008年5月19日付のオリコン週間音楽DVDチャートで『NANA MIZUKI LIVE FORMULA at SAITAMA SUPER ARENA』が1位を獲得し、自身2度目の音楽DVDチャート首位を獲得した（総合DVDチャートでは4位）。10月1日に発売した18作目のシングル『Trickster』も、オリコン週間シングルチャートで当時の自己最高タイの2位を獲得、累計売上では当時の自己最高を更新。同作はオリコン年間シングルチャートで100位となり、年間シングルチャートで初のTOP100入りを達成、日本レコード協会よりゴールドディスクの認定を受けた。
2009年1月21日にリリースした19作目のシングル『深愛』が同日付のオリコンシングルデイリーチャートで1位を獲得（週間では2位）。さらに10月28日に発売した20作目のシングル『夢幻』も、オリコン週間シングルチャートにて通算10度目のTOP10入りを獲得。両作はオリコン年間チャートでも95位と99位を獲得し、2年連続の年間シングルチャートTOP100入りを達成する。さらに、6月3日に発売した7作目のアルバム『ULTIMATE DIAMOND』が、6月15日付のオリコン・週間アルバムチャートで週間1位を獲得（自己最高となる初動を記録）。これにより、自身の持つアルバムチャート最高位記録を更新し、声優として初めて週間1位を獲得した。また、同作はオリコン年間アルバムチャートにて85位を獲得し、年間アルバムチャートで初のTOP100入りを達成した。
2009年は活動面でも転換期となる。7月5日には声優としては初となる単独ドームコンサート「NANA MIZUKI LIVE DIAMOND 2009 supported by アニメロミックス」を西武ドームで開催。これ以降、2019年に至るまで野外球場を含めたスタジアムコンサートが恒例となる。また、10月27日には『第60回NHK紅白歌合戦』の紅白デジタル応援隊に起用されることが発表、11月23日には同番組への出場が発表された。声優が歌手として同番組に出場したのは、この回の水樹が初だった。放送当日は「深愛」を披露、この時前年に死去した父への思いを語っている。水樹は以降2014年の第65回まで6年連続出場している。

### 2010年代
2010年1月13日に発売した21作目のシングル『PHANTOM MINDS』が、1月25日付のオリコン週間シングルチャートで1位を獲得。これにより、『ETERNAL BLAZE』など4作での週間2位の記録を更新し、声優として初めてシングルチャートでの週間1位を獲得した。声優によるオリコン週間シングルチャート首位は初。累計売上では自己最高を更新した。
同年2月20日、出身地である愛媛県新居浜市の初代「新居浜ふるさと観光大使」に任命され、同市で委嘱式が行われた。また、3月6日に開催された『第4回 声優アワード』で富山敬賞を受賞した。
同年10月2日にはフジテレビ系の音楽番組『MUSIC FAIR』に初出演を果たす。10月20日には昨年に引き続き『第61回NHK紅白歌合戦』の紅白応援隊に起用されることが発表、11月24日には出場が発表され、12月31日に2年連続2回目の出場を果たす。この回では自身が主演を務めたこの年放送の『ハートキャッチプリキュア!』の主題歌をAKB48のメンバーとともにカバーして披露もしている。
2011年1月21日、自身の誕生日に半生をつづった自叙伝『深愛』を発売。1月22日・23日に行なわれた「NANA MIZUKI LIVE GRACE 2011 -ORCHESTRA- supported by アニメロミックス」（横浜アリーナ）では、会場限定カバー付きで発売された。2月20日には福家書店新宿サブナード店で同書の発売を記念した握手会が開催され、12,000通以上の応募から抽選で選ばれた1,200名が参加した。
同年3月29日、同月11日に発生した東日本大震災の義援金をつのるウェブ番組「水樹奈々 チャリティプログラム」をニコニコ動画で配信し315万1,800円の寄付金が集まった。12月3日・4日には東京ドームでコンサートを開催。日本人女性ソロ歌手としては史上8人目で、声優としては初めての開催である。
2012年4月17日、出身地である愛媛県の「伊予観光大使（いよかん大使）」に任命され、同県東京事務所で中村時広愛媛県知事から委嘱状が渡された。8月12日にはコンサートツアー「アニメロミックス presents NANA MIZUKI LIVE UNION 2012 supported by JOYSOUND Calbee ポテリッチ」佐賀公演にて、コンサート公演回数が通算100回に達した。さらに9月8日にはQVCマリンフィールドで自身初（声優初でもある）の野外球場でのコンサートを開催した。9月23日には京都国際マンガ・アニメフェア2012の一環で、京都市の平安神宮特別舞台で奉納公演を開催。
2013年4月3日、日本アニカン大賞2012にて、アーティスト部門、女性声優部門、CDシングル部門、DVD&Blu-ray部門、ラジオ・TV部門、ブログ・ホームページ部門で1位となり、総合1位を獲得した。
この年にはテレビアニメ『革命機ヴァルヴレイヴ』OPテーマとして、T.M.Revolutionとのコラボレーション曲、「Preserved Roses」（「T.M.Revolution×水樹奈々」名義、エピックレコードジャパンより5月15日リリース）と「革命デュアリズム」（「水樹奈々×T.M.Revolution」名義、キングレコードより10月23日リリース）を発表している。この2曲により11月21日、第55回日本レコード大賞企画賞をT.M.Revolutionとともに受賞することが発表された。また、この年の『第64回NHK紅白歌合戦』から2年連続でT.M.Revolutionと共同で出場している。
同年5月20日には自身をモチーフとしたねんどろいどが、7月7日から開催される「NANA MIZUKI LIVE CIRCUS 2013」で販売されることが発表された。また、11月23日・24日には初の海外公演となる「NANA MIZUKI LIVE CIRCUS 2013+」を台北市のLegacy Taipeiで開催。24日開催分はこれも自身初となるライブビューイングを日本・台湾・香港・シンガポール・タイ・インドネシアで実施した。
2014年3月13日、音楽やイベントを含めての活動、「NANA MIZUKI LIVE CIRCUS 2013」などの成果が評価され、平成25年度（第64回）芸術選奨文部科学大臣新人賞大衆芸能部門を受賞。3月24日には2017年に愛媛県で開催の第72回国民体育大会（愛顔つなぐえひめ国体）のイメージソング「えがおは君のためにある」の歌唱を担当したことを発表。2017年9月30日に開催の総合開会式にゲスト参加し、天皇・皇后の前で式典前後の県民創作プログラム・エンディングプログラムで歌唱した。10月28日には同時開催の全国障害者スポーツ大会「愛顔つなぐえひめ国体大会」の開会式にも参加している。
同年4月16日に発売した10作目のアルバム『SUPERNAL LIBERTY』が4月28日付オリコン・週間アルバムチャートで1位を獲得。『ULTIMATE DIAMOND』以来4年10ヶ月ぶりとなるアルバム通算2作目の週間1位となった。8月3日には横浜スタジアムで自身2度目（同会場では声優初である）の野外球場でのコンサートを開催する。
2015年7月24日、テレビ朝日系の音楽番組『ミュージックステーション』に初出演を果たす。
2016年4月9日・10日、自身4年4か月ぶり2度目となる東京ドームでのコンサートを開催。また、4月10日の「animelo mix presents NANA MIZUKI LIVE GALAXY 2016 -FRONTIER- supported by JOYSOUND Calbee なか卯」でコンサート公演回数が通算150回に達した。9月22日には自身初となる阪神甲子園球場でのコンサートを開催。自身3度目の野外球場でのコンサートで、同会場では声優としてもソロアーティストとしても史上初であった。10月23日には舞浜アンフィシアターで収録されたMTVジャパン制作のライブ番組『MTVアンプラグド』に声優として初めて出演した。
2017年4月2日、出雲市の出雲大社で奉納公演を開催。奉納公演としては自身2度目、同地での声優による公演は初となる。7月26日から8月25日には帝国劇場で上演の、キャロル・キングの半生を描いたミュージカル『ビューティフル』に平原綾香とのダブルキャストで主演。声優デビュー20周年にしてミュージカル初挑戦初主演となった。同作は2020年11月にも同劇場・同一キャストで再演されている。
2018年1月11日から21日にかけて日本武道館で計7日間のコンサート「NANA MIZUKI LIVE GATE」を開催。
2019年3月1日、平成アニソン大賞にて「ETERNAL BLAZE」が声優ソング賞、「DISCOTHEQUE」がアーティストソング賞、「Preserved Roses」が企画賞に選出された。7月17日には主要サブスクリプションサービスでの一部を除くこれまで発表された楽曲・ミュージックビデオのストリーミング配信を開始。
同年9月15日、ZOZOマリンスタジアムで行われたライブツアー千秋楽公演でソロライブ通算200公演を達成。11月9日には『天皇陛下御即位をお祝いする国民祭典』に出席した。

### 2020年代
歌手デビュー20周年を迎えた2020年は、これにあわせる形で3月28日の愛媛県武道館から8月16日のナゴヤドームまで自身最長期間かつ自身最大規模となるライブツアーが開催される予定だったが、新型コロナウイルス感染拡大の影響で、全公演が中止となった。このため同年は11月7日に開催した無観客オンラインライブ「NANA ACOUSTIC ONLINE」のみに留まった。このライブツアーについては2022年1月に規模を大幅に縮小した代替公演をさいたまスーパーアリーナで開催、2019年9月以来841日ぶりとなる有観客でのライブ開催となった。2022年7月からは3年ぶりとなる全国ツアーを開催、7月30日・31日の茨城県日立市池の川さくらアリーナ公演にて、目標としていた47都道府県制覇を達成した。同年10月9日には鈴鹿サーキットで開催の2022年F1日本グランプリにて、決勝レース開催前の国歌独唱を務めた。
2023年6月17日に水樹奈々オフィシャルInstagramを開設。
プライベートでは2020年7月6日に音楽関係者と結婚、翌7日に自身のブログで報告。11月6日には第1子妊娠を発表し、2021年3月16日に第1子出産を報告した。また同年9月30日には長らく所属したシグマ・セブンを退所し、翌10月1日より新設事務所のStarCrewへ移籍することを発表した。
2023年、JOYSOUNDの推しランキング 2023・女性声優部門で1位となり、翌2024年の同ランキングでも2年連続で1位となった。
歌手デビュー25周年となった2025年にはNHKの大河ドラマ『べらぼう〜蔦重栄華乃夢噺〜』に智恵内子役で出演。大河ドラマへは初出演となる。

## 特色

### 声優として
当初は歌手を目指して活動していたが、高校2年生からは代々木アニメーション学院で声優の勉強もする。結果として声優としてのデビューのほうが早かった。
デビュー作は1998年に発売されたゲーム『NOëL 〜La neige〜』の門倉千紗都役。元々ゲーム好きで作品の存在を知っていたことから志願して初めてのオーディションを受けて役を射止めた。堀越学園を卒業する直前で、本人曰く「ギリギリ間に合った」とのこと。
演じるキャタクターは主に少女から女性で、時には少年の声も演じている。役柄としては「気弱で大人しい女性」「活発で型破りな女性」「クールな女性」「二面性のあるキャラクター」「人格そのものが異なる同一のキャラクター」など、さまざまな声を演じている。『シスター・プリンセス』の亞里亞役では、自身の裏声を用いて演技をこなした。
2008年以降は『MUSIC JAPAN』『満天☆青空レストラン』など、テレビ番組でナレーションを受け持つ機会も多い。2010年4月には動物専門チャンネル『アニマルプラネット』の番組宣伝ナレーションに起用された。水樹は以前にも『ミーアキャットの世界』（シーズン4）でナレーションを担当した経験がある。
自身が出演するアニメの主題歌を担当することが多い。中には『戦姫絶唱シンフォギア』のように、彼女が声優・歌手として参加することを前提に企画立案されたアニメ作品もある。

### 歌手
1993年に、本名名義で「つがざくら」という別子銅山を偲んだ演歌をカセットで出している。この曲は2010年2月20日に行われた全国ツアー「NANA MIZUKI LIVE ACADEMY 2010」愛媛公演、2011年10月15日に行われた「アカガネマリンミュージックフェスティバル」、2016年4月17日に行われた愛媛県新居浜市の「NHKのど自慢」の放送終了後のアトラクション（いずれも新居浜市市民文化センターにて開催）で披露された。これ以前にも、小学3年生の時に自主制作カセット『人形の涙/ふるさと太鼓』を出している。
キングレコード所属だが、レーベルはKING AMUSEMENT CREATIVE（2016年1月までは第三クリエイティブ本部が製作を担当するメインレーベル）である。それ以前はパイオニアLDCに在籍していたが、同社所属時は1作のアルバムに何曲か収録されているだけで、CD未収録の楽曲もある。その後インディーズで活動し、アルバムを2枚発表している。
20歳の時、銀座ヤマハホールで初の単独コンサートを開催する。それを見学していたキングレコードの三嶋章夫にスカウトされ、所属が決まる。
当初、住吉中プロデュースによる楽曲を発表したが、後に『ESアワー ラジヲのおじかん』の企画で奥井雅美へ楽曲作成を依頼したことをきっかけに矢吹俊郎と出会い、『POWER GATE』以降は矢吹のプロデュースを受けることとなる。以降、基本的には矢吹が関係しつつ、上松範康などElements Garden所属の音楽家をはじめとした多数の作曲家から楽曲提供を受けるようになった。2009年ごろにはオリジナルアルバムに収録するための候補曲として300曲以上の楽曲提供を受けている。
2005年1月に声優としては椎名へきるに続いて2人目となる日本武道館コンサートを開催。それ以降、武道館のような大きな会場でコンサートを開催するようになっていった（詳しくは『#単独ライブ公演』を参照）。2009年7月には声優初のドームコンサートとなる西武ドームコンサートを開催し、これ以降西武ドームでは2023年時点で通算7公演開催するなど、野外球場を含めたスタジアムコンサートが恒例となる。2011年12月には、声優としては史上初、日本人女性ソロ歌手としても史上8人目となる東京ドームコンサートを開催。2016年4月にも2度目の東京ドーム公演を開催し、日本人女性ソロアーティストでは開催当時史上最速となる最多公演記録（通算4公演、当時は安室奈美恵とタイ記録）を達成している。2016年9月には、声優のみならずソロ歌手としても史上初となる阪神甲子園球場でのコンサートを実現させた。
元々は演歌歌手を志していたため、「新宿コマ劇場での歌謡ショー開催」という夢を持ち続けていた。2008年12月31日に閉館が決まったため、10月11日にシングル「Trickster」発売記念イベントという形で、友人の声優たちを集め「座長公演」を行った。その模様は、アルバム『ULTIMATE DIAMOND』（2009年6月3日発売）の付属特典としてDVD収録された。以後も、歌謡ショースタイルの「座長公演」を定期的に行っている。
2009年からNHKの音楽番組を中心に、一般の音楽テレビ番組によく出演するようになった（詳しくは『#音楽番組』を参照）。また、2009年には声優初となるNHK紅白歌合戦（『第60回NHK紅白歌合戦』）出場を果たした。
2010年10月に、キングレコードと台湾の金牌大風音楽文化との提携により、アルバム『IMPACT EXCITER』をはじめ、水樹初の海外盤発行を遂げた。台湾では2013年11月に自身初となる海外公演も行っている。
2011年1月に横浜アリーナで、フルオーケストラライブを開催。2013年と2019年にはさいたまスーパーアリーナでも開催した。2015年には同じくさいたまスーパーアリーナでアコースティックライブを開催している。
2011年2月6日に行われたBillboard JAPAN MUSIC AWARDS 2010で優秀ポップアーティスト賞を、翌2012年3月に行われた同アワード2011と12月に行われた同アワード2012では2年連続で優秀アニメソングアーティスト賞を受賞している。
2000年代後半ごろから歌手活動で「声優では初となる」といったような活躍をするようになった（上記の『#デビューから2000年代』以降も参照のこと）。
全都道府県でライブを開催することを目標としており、2022年7月の茨城公演で達成した。これにより、全都道府県でライブを開催した初めての声優となった。
全国ツアーは2002年以降、2015年までは毎年開催されていたが、2016年は開催されなかった。2016年は当初、秋口にツアーを開催するという構想があり、会場の確保まで進んでいたが、阪神甲子園球場でのライブが決定したため年間の予定を組み直したという経緯がある。

#### サポートメンバー
バンドメンバーは楽曲をプロデュースする矢吹俊郎の影響からか、矢吹がプロデュースした奥井雅美のバンド「ロイヤルストレーツ」のメンバーだったミュージシャンが在籍している。
ライブバンドには「cherry boys」と名付けられており、そのメンバーにもそれぞれ愛称が付いている。ライブでは、各メンバー同士によるセッション、楽器の交換演奏、参加メンバー全員でダンスを披露するなど、さまざまな趣向を凝らしている。
このバンド構成は三嶋章夫が直感的に水樹奈々には超一流のメンバーが必要で、かつそれに負けない歌姫になると踏んだため、集めたメンバーであり、FENCE OF DEFENSEの北島健二や元JUDY AND MARYの五十嵐公太、B'zやTM NETWORK、Sound horizonなどのサポートを務めている阿部薫など有名ミュージシャンが多数参加している。
バックダンサーは、奥井雅美のバックダンサーを務めていた経験を持つ、ダンサー・振り付け師で HIGH-ENERGY 代表の山城陽子のニックネームを冠した「TEAM YO-DA」であり、水樹自身もLIVE ATTRACTIONより、山城による振り付けを受ける。なお山城は水樹からはヨーダ先生と呼ばれている。
| ミュージシャン       | 愛称                    | 担当                        | 参加 |
| -------------------- | ----------------------- | --------------------------- | --- |
| cherry boys          |                         |                             | |
| 北島健二             | ケニー                  | ギター                      | 2003年7 - 8月のLIVE SENSATION-Zepp Side-で初参加。以降現在までほぼ全てのライブに参加しており主にリードギターを務める。レギュラーメンバーでは一番の音楽キャリアを持つことから事実上cherry boysのリーダーであり、メンバークレジットでも一番上に表記される（しかし近年では後述する先輩の市川祥治が参加することがあり、その際には二番目となる）。 かつてはレコーディングにもレギュラーで参加していたが、自身のバンドFENCE OF DEFENSEが本格的に活動を再開した2005年位を境にレコーディングやテレビ収録には殆ど参加していない。 |
| 渡辺格               | イタルビッチ            | ギター                      | 2003年7 - 8月のLIVE SENSATION-Zepp Side-で初参加。以降現在までほぼ全てのライブに参加しており主にリズムギターを務める。 |
| 市川祥治             | アニキ                  | ギター                      | 2002年11月のLIVE ATTRACTIONで初参加。その後は不参加が続いたが、2008年7月のLIVE FIGHTERで久々に参加して以降は再び参加が増えているほか、テレビ収録などでも参加している。 |
| 中村修司             | しゅーちゃん            | ギター                      | 2002年11月のLIVE ATTRACTIONで初参加。その後は不参加が続いたが、2010年7月のLIVE GAMESで約8年ぶりにギターを担当した。 |
| 佐々木"コジロー"貴之 | コジロー                | ギター                      | 2020年11月のNANA ACOUSTIC ONLINEで初参加。 |
| 設楽博臣             | シタランティーノ        | ギター                      | 2023年1月のLIVE HEROESで初参加。 |
| 坂本竜太             | りゅーたん              | ベース コントラバス MC DJ   | 2003年7月のLIVE SENSATION-Zepp Side-で初参加。以降現在までほぼ全てのライブおよびツアーでベースを務める。バンドメンバー紹介時のMCも担当。 |
| 田中章弘             | たーさん                | ベース                      | 2002年11月のLIVE ATTRACTIONで初参加。2005年7 - 8月のLIVE ROCKETで参加して以降は不参加が続いたが、2008年7月のLIVE FIGHTERで久々に参加して以降は再び参加が増えているほか、テレビ収録などでも参加している。 |
| 徳永淳               | とっつぁん              | ベース                      | ライブでは2015年7 - 9月のLIVE ADVENTUREで、テレビ収録では2015年7月24日の『ミュージックステーション』出演時に初参加。 |
| 須長和広             | スナモン                | ベース                      | 2020年11月のNANA ACOUSTIC ONLINEで初参加。 |
| 大平勉               | トム君                  | キーボード マニピュレーター | 2002年11月のLIVE ATTRACTIONで初参加。初のツアーから2019年のLIVE EXPRESSまでの全てのライブに欠かさず参加していた唯一のメンバー。 |
| 佐藤雄大             | チャンプ                | キーボード                  | 2020年11月のNANA ACOUSTIC ONLINEで初参加。 |
| 園田涼               | りょーちん              | キーボード                  | 2022年7 - 8月のNANA LIVE HOMEで初参加。 |
| 松永俊弥             | まーちん                | ドラムス                    | 2002年11月のLIVE ATTRACTIONで初参加。初のツアーから現在までコンスタントにドラムを担当している。 |
| 渡辺豊               | ゆたぽん                | ドラムス                    | 2006年7月 - 8月のLIVE UNIVERSEで初参加。 |
| 福長雅夫             | ちょーさん              | ドラムス パーカッション     | 2007年12月 - 2008年1月のLIVE FORMULAで初参加。 |
| 阿部薫               | アベサマ                | ドラムス                    | 2009年7月のLIVE DIAMONDで初参加。レギュラーメンバーの松永俊弥か渡辺豊の代役として参加することが多い。 また、写真撮影を趣味としていることから、2018年1月のLIVE GATEではバンドメンバーではなく公式カメラマンとして参加している。 |
| 五十嵐公太           | こーたん                | ドラムス                    | 2004年7 - 8月のLIVE SPARKで初参加。2005年7 - 8月のLIVE ROCKETを最後に参加していない。 |
| 松永明日斗           | アストン                | ドラムス                    | 松永俊弥の実子。2017年4月の出雲大社奉納公演でスペシャルメンバーとして初参加。合わせて「チェリーボーイズJr.」として愛称をつけられた。 その後2018年7月のLIVE ISLANDで正式にチェリーボーイズのメンバーとなった。 |
| 中島オバヲ           | オバッチ                | パーカッション              | 2015年1月のLIVE THEATERで初参加。 |
| 藤陵雅裕             | ファイヤー              | サックス パーカッション     | 2005年1月2日のLIVE RAINBOW 日本武道館公演で初参加。 |
| 雨宮麻未子           | まみまみ                | ヴァイオリン                | 2010年2 - 3月のLIVE ACADEMYで初参加。唯一の女性メンバー。 |
| 室屋光一郎           | ムッシュ                | ヴァイオリン                | 2011年12月のLIVE CASTLEで初参加。 「cherry boys」としてではないが、2011年1月のLIVE GRACEではコンサートマスターを担当、以後LIVE GRACEシリーズでコンサートマスターとして参加している。 |
| 門脇大輔             | カドディー              | ヴァイオリン                | 2012年6 - 8月のLIVE UNIONで初参加。 |
| 塩入俊哉             | しお兄                  | アコーディオン              | 2015年1月のLIVE THEATERで初参加。本職であるピアノではなくアコーディオンで参加。 |
| cherry chorus        |                         |                             | |
| 松岡奈穂美           | なっつあん              | コーラス                    | 2010年7月の公演で参加 |
| 田中耕作             | コサック                | コーラス                    | 2010年7月の公演で参加 |
| 高橋聡美             | ダーク                  | コーラス                    | 2010年7月の公演で参加 |
| その他の演奏参加者   |                         |                             | |
| 矢吹俊郎             | トシちゃん （やぶさん） | ギター                      | 通常のライブではプロデューサーとして演出などを手がけているが、2007年12月 - 2008年1月のLIVE FORMULAの広島・愛媛・大阪公演で北島の代役としてギターを担当。その他ライブイベントやテレビ収録等でも参加している。 |
| 上松美香             | -                       | アルパ                      | 2008年1月3日のLIVE FORMULA さいたまスーパーアリーナ公演や2009年7月のLIVE DIAMONDなどでゲスト出演。 |
| 佐々木亜紀子         | -                       | サックス                    | 2002年 - 2003年にかけて参加 |
| 藤野浩一             | -                       | 指揮者                      | LIVE GRACEシリーズでのオーケストラアレンジと指揮を担当。 |

#### 音楽に関するその他
『ドリカン』『こむちゃ』関連
文化放送『SOMETHING DREAMS マルチメディアカウントダウン』（以下ドリカン）への水樹奈々名義での初ランクインは、2002年5月4日付のチャートでの5枚目のシングル『POWER GATE』である。その後、20週連続チャートイン＆6週連続第1位を獲得する。2002年の年間チャートは、ドリカンがこの年の秋改編で終わり、後枠番組の『A&Gメディアステーション こむちゃっとカウントダウン』（以下こむちゃ）はドリカン時代の総括をしていないため、発表されていない。なお、『POWER GATE』と同日発売だった『LOVE & HISTORY』は最高位は第8位、チャートインしたのも3週だった。この2002年、ドリカンとこむちゃと合わせた全51回の放送のうち水樹自身が関わった歌がランクインしなかったのは12月7日付〜12月28日付の4週だけだった。
その後のこむちゃでは、第1回放送で「suddenly 〜巡り合えて〜」が週間第1位にランクインして以来、水樹自身のシングルのほぼすべてが第1位を獲得している（2012年2月まで1位を獲得しなかったのは24作目のシングル『POP MASTER』と25作目のシングル『純潔パラドックス』の2曲）。その中で『MASSIVE WONDERS』は13週連続第1位を記録し、それまで番組記録であった堀江由衣の『心晴れて 夜も明けて』の10週連続第1位、そしてドリカン時代にTWO-MIXの『RHYTHM EMOTION』の12週連続第1位を更新した。
『PHANTOM MINDS』は、ドリカン時代を含めて、1996年の椎名へきる『目を覚ませ、男なら』以来の、初登場での第1位を獲得した。
2007年『MASSIVE WONDERS』、2009年『深愛』、2012年『BRIGHT STREAM』、2017年『TESTAMENT』、2019年『METANOIA』が年間ランキング1位を獲得した。こむちゃ年間ランキング1位最多獲得数アーティスト（5回）である。
こむちゃにはゲストとの距離をより近いものにしようということで「こむちゃファミリー」というものが設けられている。水樹自身の位置は「御主人様」。
その他
オアシスに影響されたことを公言している（後述）。1stアルバム『supersonic girl』は同バンドのデビューシングル『Supersonic』から命名されていると、ラジオ番組『四ッ谷式Cyber Project』にゲスト出演した際に語った。
現在、歌手としてのCDはキングレコードから発売されているが、声優としてのキャラクターソングは作品制作に関わった音楽会社から発売されるため、キングレコード以外から発売されているものもある。
水瀬いのりや茅原実里など、水樹に影響を受けた声優アーティストが少なからず存在する。
作家の三木なずなはファンだと公言し、ペンネームを水樹にちなんだアナグラムだとしている。

## 人物
決して裕福ではない家庭だったため、学生時代の仕送りは僅か3万円。デビュー後も奨学金の返済など苦労が絶えなかったと言う。声優・歌手になっていなかったら父の跡を継ぎ、歯科関係の仕事をしていたかも知れないと語っている。また、4歳年下の妹のMiKAがいる。上京後、姉のアルバムにコーラスで参加したほか、ファンクラブのマスコットキャラクター「ななちょも」のデザインを担当した。
中学時代は卓球部に所属していた。
高校卒業後、吉祥寺にある時給850円のエステティックサロンの受付のアルバイトをしていたことがある。上京して初めて住んだ場所が小金井市で、そこから堀越高等学校へ通っていた。歌手としてデビューしたころは、単発での契約がほとんどだったので、次の歌の仕事があるか判らないような状況で仕事をしており、恐怖感と隣り合わせだったと語っている。また、ライブ開催前に、成功祈願として鈴虫寺に必ず参拝するという。
喉のケアについては過保護にしないスタンスとしており、乾燥する季節もマスクをせずプロポリスや生姜の入った飴を口にしたり睡眠時に加湿器をつける程度としている。
ペットとして「ステラ」という名のアメリカンショートヘアを飼っている。後述の飼い犬「ケイ」の動物病院での通院の際に出会ったのをきっかけに2020年に飼育を開始。かつては「ケイ（愛称：けぇたん）」という名のチワワを17年間飼っており、『NANA MIZUKI LIVE DIAMOND×FEVER』や『水樹奈々 歌手デビュー10周年記念BOOK! ナナ☆スタ』にも登場していたが、2021年に死去した。実家では「けぇたん3号」という名前の犬も飼っており、ケイの犬種であるチワワと2022年に死去した実家の飼い犬「けぇたん2号」の犬種であるシーズーのミックス犬で「2人の遺志を継いでいる」との思いでけぇたんの名を引き継ぐ命名とした。
名前にちなみ、数字の「7」にこだわりを持っている。2016年7月29日の阪神タイガース「ウル虎の夏2016」（阪神甲子園球場）では、「MIZUKI」のネームが入った背番号7のサードユニフォームを着用して登場した。
口に出すことは少ないが、身長が低いことをそれなりに気にしている。また、胸が小さいことも気にしている。水泳が苦手であり「ビート板」が必須アイテムである。
私生活ではかなり行動派で、一人でどこかに出かけることもある。東京に売っていなかったものを探すために仙台市まで行ったこともあり（仙台で探し物は見つかった）、アフレコが早く終わったために新幹線で日帰りで京都市に行ったこともある。
「声に関するパフォーマンスならジャンルにこだわらず何でもやってみたい」と考えている。週刊誌『NHKウイークリーステラ』のインタビューで「女優は?」との問いかけに対しても「とんでもない!私は声の表現を追求していきたいです」と答えている。
2011年7月、フジテレビNEXTにて放送されたドキュメンタリー番組『水樹奈々 seven pieces』にて、1stライブから歌手としての水樹を大きく支え、数多くの名曲を提供してきた音楽プロデューサーの矢吹俊郎は、水樹に関して「只者ではない感じは（最初から）していた。言われたことをドンドンできてしまう、すごいなと思った。ひたすら努力をするだけだから、機嫌が悪いとか、『今日（は）ちょっと歌いたくない』などと言うこともなかった。（水樹のような人物は）この先もいないのではないか。天才ですね」と語っている。

### 趣味・嗜好
尊敬する人・好きな歌手として美空ひばりを挙げており、「ジャンルに囚われず色々な表現を追求する、枠にとらわれず自分のやりたいと思ったものを追求していく」といった生き様に励まされたと発言している。好きな楽曲は「天城越え」など。
音楽的な嗜好としては、主に演歌やアニメソング、洋楽を好む。とりわけ坂本冬美の「夜桜お七」は、「Mの世界」内で衝撃が走った曲として紹介されており、実際にLIVE ACADEMYツアーの名古屋千秋楽のダブルアンコールにて、NHKの中継が入った状況で「夜桜お七」を歌い上げている。また、思い出のアニソンとして「アンバランスなKissをして」（『幽☆遊☆白書』）と、「ブルーウォーター」（『ふしぎの海のナディア』）を挙げている。J-POPでは、小沢健二のファンであり、「Mの世界」内で特集を組んでいる。特に、小沢健二が過去に所属していた、フリッパーズ・ギターの「カメラ!カメラ!カメラ!」は、演歌やアニメソング以外で影響を受けた曲として、前述の「Mの世界」内で紹介している。その他、水樹のラジオでは小沢健二の曲がたびたび流れる。
洋楽に関しては、水樹が声優としてデビューした際にスタッフからおすすめの洋楽を教えてもらった際にオアシスのファンになったと語っている。2008年10月1日には水樹のシングル『Trickster』とオアシスのアルバム『ディグ・アウト・ユア・ソウル』の両作品が奇しくもオリコンチャート2位、ゴールドディスクに認定されている。水樹は「絆を感じる曲」として「ドント・ルック・バック・イン・アンガー」を、お気に入りのミュージックビデオに「ドゥ・ユー・ノウ・ワット・アイ・ミーン?」を挙げている（もう1つはエアロスミスのジェイデッド）。2012年にはノエル・ギャラガーズ・ハイ・フライング・バーズの武道館公演を見に行ったり、2017年には自身のラジオでリアム・ギャラガーのソロデビューを特集するなど、かなり（特にギャラガー兄弟）のファンであることがうかがえる。
オアシス以外にも、グリーン・デイ（特に初期）やアース・ウィンド・アンド・ファイアーも好きで、ツアーで使用することもある。
好きな食べ物はカレーライス・数の子・金ちゃんヌードル。特にカレーライスは「勝負飯」としており、ライブの出番前にはカツカレーとして食べたり、納豆などを載せて食べるとのこと。好きな食べ物のカレーライスは普段は「欧風」とのこと。好きな飲み物はフルーツ紅茶で、苦手な食べ物は刺身などの生物やトマト・セロリとしていたが、このうち刺身やトマトは2010年代中盤には克服している。またレバ刺しも苦手だったが、2005年ごろに克服できたという。本人のブログにはよく食べ物の写真が登場し、また女性で小柄であるにもかかわらず結構な大食いである。
好きな服のブランドはdeicy、JILL STUART、DOLLY GIRL BY ANNA SUI。愛用している香水はイヴ・サンローランのBABY DOLLとのこと。ファッションに関しては原色など、派手な物が好きとのこと。好きな色はブルーとホワイト。
子供のころから自然科学が好きで、特に天文学・宇宙関係に関心を持っている。日本科学未来館を訪問した時は「大興奮!一日中いても飽きません!!」と語っている。
2007年ごろにヨガにはまっていた時期があり、歌手のSuaraらも勧誘したこともある。その後スケジュールが合わなくなり一時行わなかったが2013年から再開し、プライベート旅行先の小浜島やセドナでもヨガを楽しんでいる。
西洋アンティークの本格的なアクセサリーやインテリアの収集も好み、特にロザリオが大好きでペンダントトップが聖杯になったロザリオをブログで紹介したほか、その他十戒が刻まれたブレスレット、西洋騎士の甲冑の置物といったコレクションも紹介している。

### 交友関係
前事務所から通じて同じ事務所に所属し、ラジオ番組『水樹奈々 スマイルギャング』で共演する福圓美里とは関係が深く、誕生日も近いため毎年プレゼント交換を行っている。また、「魔法少女リリカルなのはシリーズ」や『NARUTO -ナルト-』、『Memories Off After Rain』で共演した田村ゆかりとも仲良しで、Animelo Summer Liveでデュエットをした。また、横浜アリーナでライブをした時の水樹の姿を見た田村は、後に自身のラジオ番組（『田村ゆかりのいたずら黒うさぎ』230回）で「あいつかっけぇよ!」とコメントしている。
旧知の仲である堀江由衣とは服など趣味が合い、堀江のラジオである『堀江由衣の天使のたまご』に度々ゲストとして登場している。能登麻美子や沢城みゆきとも、一緒に旅行するなど親交を深めている。
『いちご100%』で共演した能登、小林沙苗、豊口めぐみとも、いちご会を結成し、食事に行くなど親交を深めている。
2019年7月まで同じ事務所に所属していた水沢史絵とは、『ハートキャッチプリキュア!』で共演して以来親交を深めており、2011年2月より共に英語教室に通っている。水沢が雑誌「コバルト」で作家デビューした際には推薦コメントを寄せている。
酒が飲めないらしく、先輩の林原めぐみに初心者用のカクテルを用意してもらったことがあり、『林原めぐみのHeartful Station』や『林原めぐみのTokyo Boogie Night』にもゲストに出演したことがある。
アルパ奏者の上松美香とは、「Heart-shaped chant」で共演して以降、水樹が上松の自宅を訪れたり一緒に旅行するなど親交を深めている。また、水樹が初出場を果たした『第60回NHK紅白歌合戦』でも、二人の共演が実現した。またバックバンド参加以外にも「Angel Blossom」のミュージックビデオでは上松が母親役として自身の子供とともにゲスト出演している。
堀越高等学校1学年3学期に同級生となった片山さゆりは水樹にとって「人生で最初の親友」である。後に片山はSAYURIの筆名で作詞家として水樹に歌詞を提供している。また、KinKi Kidsの堂本剛とは、高校時代のクラスメイト。高校卒業以来会ったことがなかったが、番組共演で14年ぶりに再会した。高校時代は仕事で授業に出られない堂本に水樹がノートを貸していたが、あまり会話したことはなかった。また、学生時代演歌歌手を目指していたことや大人しく成績優秀だったため、歌番組で水樹がパワフルな歌を披露していたことに堂本が驚いたという。なお、堂本は当時の名残で、番組出演時は水樹のことを本名の「近藤さん」と呼ぶ。他にもともさかりえや山口紗弥加、佐藤仁美も高校の同級生である。
とんねるずの木梨憲武とも交友関係があり、木梨が水樹のライブへ行ったり、逆に水樹が木梨のライブへ行ったりと、お互いのライブを行き来し合っている。これは、水樹がゲスト出演した2010年6月17日放送の『とんねるずのみなさんのおかげでした』（フジテレビ）のコーナー「新・食わず嫌い王決定戦」でも木梨が明かしている。また、『今夜も生でさだまさし』（NHK総合）の番組ファンであり、当番組の出演や『MUSIC FAIR』および『2012 FNS歌謡祭』（共にフジテレビ）などの番組でさだまさしとの共演があった。
杉田智和とは『バジリスク 〜甲賀忍法帖〜』で共演して以来、共通の趣味も多いということでとても親しくなり、今でも連絡を取り合ったりプライベートでも食事に行く仲。同事務所所属であった中村悠一とも同い年・四国出身ということで親しく、3人で食事に行ったこともある。
同レーベル所属の宮野真守や同事務所後輩の瀬戸麻沙美とは姉弟（姉妹）のような間柄で、食事に行ったりお互いのライブを観に行くなどしている。水樹が宮野のラジオにサプライズで誕生日メッセージを送ったことがあり、特に瀬戸を妹のように支え、彼女の大学受験合格や20歳の誕生日、成人式を祝ったこともある。
田中理恵は水樹を尊敬しており、田中によると水樹はリハーサルの時にはすでに全曲ばっちり入れており、絶対に歌詞を見ないようだといい、水樹のようになりたいと語っている。

### 阪神タイガースファン
自身は阪神ファンで、ファンになったきっかけは、巨人ファンの父親がテレビでナイター中継を見ており、それに合わせる形で一緒に見ているうちに、当時負け続けていた阪神を見るたびにかわいそうに思い始め、気づいたら応援するようになっていたという。また父親が野球審判の資格を取るほどに野球好きで、ルールも丁寧に説明するなど、野球ファンになったのは父親の影響があるとも語っている。
声優雑誌『hm3 SPECIAL』や『Pick-up Voice』での彼女のインタビュー記事ではジャンル外であるにもかかわらず、ほぼ毎回といっていいほどの頻度でインタビュアーから「阪神ネタ」の質問をされる。お気に入りの選手は矢野燿大。2006年に日本武道館にて行われた『NANA MIZUKI LIVEDOM 2006 -BIRTH-』で、矢野本人からのビデオメッセージとサインボールをプレゼントされた。2007年7月27日には「hm3 SPECIAL」の企画で、対横浜ベイスターズ戦（阪神甲子園球場）を初観戦した。他に、マット・マートン、赤星憲広、能見篤史、原口文仁もお気に入りの選手として挙げている。阪神好きが高じて、2009年4月から9月まで、GAORAの『ぷちトラ!』にナビゲーターとして出演。リニューアルされた阪神甲子園球場の注目スポットや、タイガースの応援歌「六甲おろし」を上手く歌う方法を紹介している。また、『スマイルギャング』にて番組開始以来毎年プロ野球のシーズン開幕時に優勝予想を行うが、毎年のように阪神が優勝すると予想している。
「NANA MIZUKI LIVE ATTRACTION 2003 -Hall Side-」京都公演にて、客席から「六甲おろし」コールが沸き上がり、実際に歌っていた。また、Billboard JAPAN Music Awards 2010の授賞式の打ち上げ会場にて、坂井信也（当時の阪神球団オーナー）と対面を果たし、タイガースへの熱い思いを語っていた。また、2016年6月28日よりホームゲームの球場ビジョンで使用される『みんなで六甲おろし』の「リードヴォーカル 水樹奈々ver.」のリードボーカルを担当したほか、2016年7月29日には阪神甲子園球場での「ウル虎の夏2016」に出演した。
長年「甲子園球場でライブをしたい」と話していたが、2016年9月22日に阪神甲子園球場でライブを開催したことで、念願を果たした。阪神甲子園球場では高校野球・プロ野球の開催が優先されることや、球場周辺は住宅街のため騒音問題があること、天然芝の保護に伴う規制もありライブ開催が難しく、今回の開催は異例であった。デイリースポーツがインタビュー記事や過去記事のアーカイブなどで構成した開催記念特集号を制作、阪神甲子園球場やAmazonで販売した。ライブ翌日の『めざましテレビ』では、声優・歌手ではなく「阪神タイガースファン」として紹介されていた。このライブにより、同球場の天然芝が傷んでしまったと一部で報道があったことを受け、球場側との打ち合わせどおりに行われたもので、会場設営からライブまで続いた荒天による影響が大きかったが、キングレコード、シグマ・セブン、および公演主催者らが連名で「多くの野球ファンの皆様ならびに関係各所の皆様にご心配をおかけいたしました」とコメントを発表した。また、球場の管理を行う阪神園芸の関係者も「水樹さんが悪いのではなく、誰のコンサートでもこうなっていた。雨がずっと降っていたため」と説明している。
甲子園球場でのライブ開催前には、MBSラジオで当時放送されていた『Till Dawn Music』にて水樹の楽曲の特集が2回にわたって組まれ、2度目は当日の未明に放送された。
また、デイリースポーツが2017年に創刊70周年を迎えたのを記念して同紙の特別編集長に就任、4月25日から第4火曜日に阪神について語る連載「奈々トラ!」を始めている（4月分は関東版・関西版にのみ掲載。5月以降は瀬戸内版にも掲載）。
甲子園球場での試合開始前の国歌独唱を2016年7月29日の対中日ドラゴンズ戦と、2023年10月18日の対広島東洋カープ戦（クライマックスシリーズファイナルステージ第1戦）の2回行っており、前者では5回終了時に、後者では試合勝利後に、いずれも「六甲おろし」の歌唱も行っている。

### エピソード
高校生になるまで、マクドナルドに行ったことがなくマクドナルドでハンバーガーを食べるのが夢だった（本人の自伝より）。
2006年に井上喜久子率いる「17歳教」に加入を希望したが、井上曰く「まだ概ね若い」という理由で「17才教ジュニア」という設定になっている（17才教は主に堀江由衣、田村ゆかり、野川さくらなどがメンバーとなっている）。
2007年にゲスト出演した番組『@Tunes.』（第59回放送）にて、女性の霊能者と対談した際、「あなたの前世はフランスの修道女だった」と言われたことがある。その後、『ナナ☆スタ』など雑誌のインタビューでもこのことに何度か触れており、『声優PARADISE vol.4』では、以前に『ULTIMATE DIAMOND』の撮影で訪れたロンドンでの不思議体験について触れている。ロンドンのセントポール大聖堂に訪れる前日に、霊感の強いスタッフから「明日は奈々さんの前世に関わる何かに出会うと思います」と言われ、「聖堂でお祈りをした時、大号泣して“ただいま”と無意識に言っていた」という。また、同誌で「ある方から“あなたはフランスにご縁がある方ですよ”と言われたことがあるんです。ロンドンで不思議体験をしてびっくりしたんですけど、フランスに行ったらまた違う何かがあるのかな…」と答えている。なお、2013年1月に念願のフランス旅行に母と行った際、訪れたノートルダム寺院で、ロンドンに続きまたも号泣してしまったという。さらに、子供のころ通っていた幼稚園が、「聖マリア幼稚園」というミッション系の幼稚園で、先生は皆シスターだった、と自身のブログで語っている。
稀に同郷（愛媛県）出身の眞鍋かをりと間違われることがある。なお、2人は2009年12月に初対面を実現している。
2008年10月29日に父親を亡くしている。父が亡くなる約10年前に脳梗塞で倒れた時、医師から「いま（1998年当時）の医学ではどうすることもできない」「手術は不可能」と宣告された。デビュー間もなかったため、闘病する父のそばにいたいという想いもあったが、「自分が歌い続ける」という夢を追うことが父の夢でもあることから活動の継続を決意した。のちにNHK紅白歌合戦に出場した際、司会の仲間由紀恵から父のことを聞かれ、「（父は）歌が大好きだった」と回顧している。
2009年11月21日、東京国際展示場で行なわれた4回目のファンクラブイベントにて「コンサートにおける最も騒がしい人々」「世界一の人数のハンドウェイブ」「世界一の人数の吹き戻し」の3つをギネス世界記録に挑戦し「世界一の人数のハンドウェイブ」7,014人、「世界一の人数の吹き戻し」6,961人の2つが認定される。「コンサートにおける最も騒がしい人々」については、2017年にさいたまスーパーアリーナで行われた7回目のファンクラブイベントで再挑戦したが、認定には至らなかった。
『MUSIC FAIR』（フジテレビ）に出演した際、「呆れるぐらい病院に行かない」と話し、「気合で体調不良を治せると思っていて、周囲の人間に検査に行った方がいいんじゃないかと勧められても、基本的に行かない」という。しかし、2012年、腹部に少し痛みを感じ、久々に病院へ行き検査をしたところ、「十二指腸潰瘍が出来てましたね」と言われ、「自己治癒力ですでに治っていた」という。「気合で人間って何でも出来るんだな、と思いました」と語っていた。2002年には喉に炎症を起こし、声帯が硬くなってタコができた状態となり、休養することとなった。この際医師から1か月は安静にするようにと診断されたものの、2日間声を出さない状態で務めた結果、医師が驚くほどに回復していたという。この喉の回復力について、幼いころからの父親からの指導のおかげだとしている。また、2014年6月21日のライブツアーの北九州公演1日目終了後に声が出ない状態となり、医師の診断の結果声帯の炎症（その後急性声帯炎・上気道炎による音声障害と診断）で加療が必要となり、北九州公演の2日目と翌週の鳥取・山口公演は中止となった。
2010年、ポルノグラフィティのアルバム『∠TRIGGER』の収録曲「Introduction 〜迫リ来ルMONSTER〜」で、ゆかなとともにキャラクター・ボイスとして参加した。元々、出演作『鋼の錬金術師』（2003年）で出演者と主題歌アーティストという関係であったこと、『NHK紅白歌合戦』や『MUSIC JAPAN』など度々の共演、本間昭光と今浪祐介という両者共通の関係者の縁もあり引き受けたが、コーラスではなくキャラクター・ボイスとしての参加に不思議な感覚を覚えたという（「ポルノグラフィティの2人は、興味深そうにこちらを見ていた」「2人がアフレコにチャレンジした際にはアドバイスさせて頂いた」。水樹談）。また、この縁で、2012年に刊行されたドキュメント・ブック『別冊カドカワ 総力特集 ポルノグラフィティ 「挑戦」』に、スペシャル・ゲストの1人として参加した。先述の『鋼の錬金術師』やアフレコ時のエピソードに触れつつ、ポルノグラフィティの印象やお気に入りの一曲として挙げた「メリッサ」について語り、「「声」が必要でしたら、いつでもお声をかけてください(笑)」とメッセージを送った。

## 出演
太字はメインキャラクター。

### テレビアニメ
1998年
- 時空探偵ゲンシクン（1998年 - 1999年、大和ソラ）

1999年
- 神八剣伝（サヤ）

2001年
- ラブひな 春スペシャル〜キミ サクラチルナカレ!!〜（ニャモ・ナーモ ）
- シスター・プリンセス シリーズ（2001年 - 2002年、亞里亞）- 2シリーズ
- まみむめ★もがちょ（マコちゃん）
- 名探偵コナン（2001年 - 2025年、洋服店店員、松井梨央）
- シャーマンキング（2001年 - 2002年、玉村たまお、コロロ、ピノ・グレアム〈幼少期〉）

2002年
- 七人のナナ（鈴木ナナ）
- HAPPY★LESSON（2002年 - 2003年、六祭みなづき）- 2シリーズ
- 天地無用! GXP（ネージュ・ナ・メルマス）
- プリンセスチュチュ（2002年 - 2003年、るう / プリンセスクレール）- 2シリーズ
- SAMURAI DEEPER KYO（美佳）
- NARUTO -ナルト-（2002年 - 2017年、日向ヒナタ、グルコ、看護師）- 2シリーズ
- 超重神グラヴィオン（2002年 - 2004年、マリニア）- 2シリーズ

2003年
- 魔獣戦線 THE APOCALYPSE（亜矢可・サンダース）
- DEAR BOYS（藤原美樹）
- 獣兵衛忍風帖 龍宝玉篇（弥生）
- 瓶詰妖精（くるる）
- F-ZERO ファルコン伝説（2003年 - 2004年、ルーシー・リバティ）

2004年
- BURN-UP SCRAMBLE（ハーネス）
- 妄想代理人（蛭川妙子）
- RAGNAROK THE ANIMATION（ユーファ）
- 鋼の錬金術師（少年 / ラース）
- かいけつゾロリ（2004年 - 2006年、マルチーヌ）- 2シリーズ
- ニニンがシノブ伝（忍）
- ポケットモンスター アドバンスジェネレーション（ポワルン）
- tactics（2004年 - 2005年、江戸川すず）
- 魔法少女リリカルなのは（2004年 - 2015年、フェイト・テスタロッサ / フェイト・T・ハラオウン、アリシア・テスタロッサ）- 4シリーズ

2005年
- まじかるカナン（水城さやか / セルリアンブルー）
- こいこい7（アスカヤヨイ）
- エレメンタル ジェレイド（シスカ）
- バジリスク 〜甲賀忍法帖〜（朧）
- 焼きたて!!ジャぱん（2005年 - 2006年、ソフィ・バルザック・霧崎）
- 強殖装甲ガイバー（2005年 - 2006年、瀬川瑞紀、予告ナレーション）
- あまえないでよっ!!（妖）
- 地獄少女（2005年 - 2017年、柴田つぐみ / 保健医）- 4シリーズ
- Canvas2 〜虹色のスケッチ〜（御薗瑠璃子）

2006年
- 鍵姫物語 永久アリス輪舞曲（暁アカネ）
- 牙 -KIBA-（2006年 - 2007年、ロイア、メイドA、次回予告ナレーション※TVオンエア版とDVD収録版の2パターンあり）
- シムーン（モリナス 他）
- 獣王星（ティズ）
- 吉永さん家のガーゴイル（梨々＝ハミルトン）
- ウィッチブレイド（まりあ）
- いぬかみっ!（新堂ケイ）
- つよきす Cool×Sweet（近衛素奈緒）

2007年
- キスダム -ENGAGE planet-（流姫那由乃）
- 神曲奏界ポリフォニカ（2007年 - 2009年、ユギリ・ペルセルテ）- 2シリーズ
- DARKER THAN BLACK -黒の契約者-（2007年 - 2009年、霧原未咲）- 2シリーズ
- シャイニング・ティアーズ・クロス・ウィンド（椎名夏音〈シーナ〉）
- CLAYMORE（リフル）
- もっけ（2007年 - 2008年、檜原瑞生）
- ドラゴノーツ -ザ・レゾナンス-（2007年 - 2008年、ジークリンデ・バウムガルド、ジンの母）
- メイプルストーリー（2007年 - 2008年、クローネ）
- しゅごキャラ!（2007年 - 2010年、ほしな歌唄）- 3シリーズ
- AYAKASHI（2007年 - 2008年、夜明エイム）
- みなみけ（2007年 - 2013年、南冬馬）- 4シリーズ

2008年
- ロザリオとバンパイア（赤夜萌香）- 2シリーズ
- アリソンとリリア（アリソン・ウィッティングトン〈少女時代〉、リリア・シュルツ）
- イタズラなKiss（相原琴子〈入江琴子〉）
- 狂乱家族日記（OASIS〈オアシス〉）
- 伯爵と妖精（リディア・カールトン）
- 純情ロマンチカ（2008年 - 2015年、宇佐見薫子）- 2シリーズ

2009年
- WHITE ALBUM（緒方理奈）- 2シリーズ
- RIDEBACK -ライドバック-（尾形琳）
- 鋼の錬金術師 FULLMETAL ALCHEMIST（2009年 - 2010年、ランファン、ブロッシュの弟）
- テガミバチ（2009年 - 2011年、シルベット・スエード）- 2シリーズ
- けんぷファー（2009年 - 2011年、カンデンヤマネコ、三郷雫） - 1シリーズ +特別編
- 青い文学（彰子）

2010年
- ハートキャッチプリキュア!（2010年 - 2011年、花咲つぼみ / キュアブロッサム）
- 黒執事II（アロイス・トランシー）

2011年
- 47都道府犬（愛媛犬、マジカル！明太小町）
- 放浪息子（二鳥真穂）
- ケロロ軍曹（シオン）
- DOG DAYS（2011年 - 2015年、リコッタ・エルマール、ナナミ・タカツキ ）- 3シリーズ
- トリコ（2011年 - 2014年、ティナ、フローゼ）
- BLOOD-C（更衣小夜）
- ぬっことはるか（おやまはるか）

2012年
- 戦姫絶唱シンフォギア（2012年 - 2019年、風鳴翼）- 5シリーズ / 第3期のアルカ・ノイズ原案も担当
- NARUTO -ナルト- SD ロック・リーの青春フルパワー忍伝（2012年 - 2013年、日向ヒナタ）
- 人類は衰退しました（P子）
- 絶園のテンペスト（2012年 - 2013年、エヴァンジェリン山本）
- マギ（2012年 - 2014年、練白瑛）- 2シリーズ
- めだかボックス アブノーマル（安心院なじみ）
- リトル・チャロ〜東北編〜（サラ）

2013年
- 革命機ヴァルヴレイヴ（クリムヒルト）- 2シリーズ

2014年
- ハピネスチャージプリキュア!（キュアブロッサム）
- 信長協奏曲（帰蝶）
- クロスアンジュ 天使と竜の輪舞（2014年 - 2015年、アンジュ / アンジュリーゼ・斑鳩・ミスルギ）
- 47都道府犬R（愛媛犬）

2015年
- 七つの大罪（2015年 - 2021年、マーガレット・リオネス / リュドシエル）- 4シリーズ
- ガンスリンガー ストラトス（水潟九美）
- 血界戦線（2015年 - 2017年、ミシェーラ・ウォッチ）- 2シリーズ
- うーさーのその日暮らし 夢幻編（あじぽん）
- うしおととら（2015年 - 2016年、関守日輪）- 2シリーズ
- コンクリート・レボルティオ〜超人幻想〜（2015年 - 2016年、カムペ）- 2シリーズ

2016年
- 赤髪の白雪姫（トロウ）
- この美術部には問題がある!（立花夢子）
- ラブライブ!サンシャイン!!（2016年 - 2017年、梨子の母）- 2シリーズ
- PERSONA5 the Animation -THE DAY BREAKERS-（高巻杏〈パンサー〉）
- WWW.WORKING!!（近藤妃、近藤姫）
- モンスターハンター ストーリーズ RIDE ON（2016年 - 2018年、シモーヌ）
- アイドルメモリーズ（白雪翔子）

2017年
- 銀の墓守り（フィービー）
- BORUTO-ボルト- NARUTO NEXT GENERATIONS（2017年 - 、うずまきヒナタ / 日向ヒナタ）
- 笑ゥせぇるすまんNEW（島井ちか子）
- ブラッククローバー（2017年 - 2021年、バネッサ・エノテーカ、ゾラ・イデアーレ〈少年〉）

2018年
- バジリスク 〜桜花忍法帖〜（朧、ナレーション）
- ポプテピピック（2018年 - 2021年、ポプ子〈第11話Aパート / 再放送・リミックス版第6話Aパート〉）
- PERSONA5 the Animation（2018年 - 2019年、高巻杏）- 1シリーズ + 特別編前後編
- 若おかみは小学生!（秋野真月、従業員）
- ぐらんぶる（2018年 - 2025年、水樹カヤ） - 2シリーズ
- 陰陽師・平安物語（桃の精）
- 軒轅剣 蒼き曜（苻殷）
- 俺が好きなのは妹だけど妹じゃない（亞里亞）

2019年
- マナリアフレンズ（ハンナ）
- どろろ（ミオ）
- この音とまれ!（久遠衣咲）- 2シリーズ
- ONE PIECE（2019年 - 2023年、光月日和 / 小紫）

2020年
- 新サクラ大戦 the Animation（エリス）
- LISTENERS リスナーズ（ビリン・ヴァレンタイン）
- おばけずかん（2020年 - 2023年、ボーニャン、ヒロシのママ）
- 戦乙女の食卓（2020年 - 2021年、カレン・カスラナ）- 2シリーズ
- 体操ザムライ（あゆ）
- D4DJ（2020年 - 2023年、天野愛莉）- 2シリーズ
- ご注文はうさぎですか? BLOOM（サキ）

2021年
- ぷっちみく♪ D4DJ Petit Mix（天野愛莉）
- SHAMAN KING（2021年 - 2022年、玉村たまお）
- イジらないで、長瀞さん（2021年 - 2023年、部長） - 2シリーズ
- うらみちお兄さん（多田野詩乃）
- トロピカル〜ジュ!プリキュア（花咲つぼみ / キュアブロッサム）
- デジモンゴーストゲーム（セイレーンモン）
- かなしきデブ猫ちゃん（マドンナ、アンナ）

2022年
- トモダチゲーム（玉井レイコ）
- うる星やつら (2022)（2022年 - 2024年、クラマ姫）- 2シリーズ
- ふしぎ駄菓子屋 銭天堂（ノルウィン）

2023年
- ひろがるスカイ!プリキュア（キュアブロッサム）
- でこぼこ魔女の親子事情（ビオラ）
- 私の推しは悪役令嬢。（マナリア＝スース）

2024年
- SHAMAN KING FLOWERS（玉村たまお）
- ドッグシグナル（加藤さんの妻）
- HIGHSPEED Étoile（アリス・ サマーウッド）
- ダンダダン（2024年 - 2025年、モモの祖母 / 星子〈ドドリア三太〉） - 2シリーズ
- 甘神さんちの縁結び（2024年 - 2025年、姉小路舞昼）
- 七つの大罪 黙示録の四騎士（マーガレット）
- FAIRY TAIL 100年クエスト（2024年 - 2025年、セレーネ）

2025年
- 天久鷹央の推理カルテ（天久真鶴）
- Re:ゼロから始める異世界生活 3rd season（リリアナの母）
- 異修羅（黒い音色のカヅキ）
- 没落予定の貴族だけど、暇だったから魔法を極めてみた（シーラ）
- ウィッチウォッチ（若月伊吹）
- 魔神創造伝ワタル（MANEKO）
- ＃コンパス2.0 戦闘摂理解析システム（ロキ）
- プリンセッション・オーケストラ（赤の女王）
- 地縛少年花子くん2（三葉の母）

### 劇場アニメ
2002年
- Pia♥キャロットへようこそ!! 劇場版〜さやかの恋物語〜（志摩紀子）

2003年
- サヨナラ、みどりが池〜飛べ!凧ライダー!!〜（ピョン子）

2004年
- 劇場版 NARUTO -ナルト- 木の葉の里の大うん動会（日向ヒナタ）
- 劇場版ポケットモンスター アドバンスジェネレーション 裂空の訪問者 デオキシス（オードリー）

2005年
- 劇場版 鋼の錬金術師 シャンバラを征く者（ラース）

2007年
- ジョジョの奇妙な冒険 ファントムブラッド（エリナ・ペンドルトン）

2008年
- 劇場版 空の境界 第六章 忘却録音（黄路美沙夜）
- 劇場版 NARUTO -ナルト- 疾風伝 絆（日向ヒナタ）

2009年
- 超劇場版ケロロ軍曹 撃侵ドラゴンウォリアーズであります!（シオン / フェリシタシオン・ドゥ・ドラクーン）
- 劇場版 NARUTO -ナルト- 疾風伝 火の意志を継ぐ者（日向ヒナタ）
- 名探偵コナン 漆黒の追跡者（吉井リサ）
- レイトン教授と永遠の歌姫（ジェニス・カトレーン）

2010年
- プリキュアシリーズ（2010年 - 2023年、花咲つぼみ / キュアブロッサム） - 11作品
- 劇場版 NARUTO -ナルト- そよかぜ伝 ナルトと魔神と3つのお願いだってばよ!!（日向ヒナタ）
- Young Alive! 〜iPS細胞がひらく未来〜（七瀬のぞみ） - 日本科学未来館ドームシアターガイア上映アニメ
- 劇場版“文学少女”（琴吹ななせ）
- 魔法少女リリカルなのはシリーズ（2010年 - 2018年、フェイト・テスタロッサ / フェイト・T・ハラオウン、アリシア・テスタロッサ、レヴィ） - 4作品

2011年
- 劇場版ポケットモンスター ベストウイッシュ ビクティニと黒き英雄 ゼクロム・白き英雄 レシラム（ビクティニ）
- 手塚治虫のブッダ -赤い砂漠よ！美しく-（ミゲーラ）

2012年
- 劇場版 BLOOD-C The Last Dark（更衣小夜）
- 映画ドラえもん のび太と奇跡の島 〜アニマル アドベンチャー〜（コロン）
- 伏 鉄砲娘の捕物帳（凍鶴）
- マジック・ツリーハウス（お母さん）
- ROAD TO NINJA -NARUTO THE MOVIE-（日向ヒナタ）

2013年
- 映画 かいけつゾロリ まもるぜ!きょうりゅうのたまご（ディナ）
- 劇場版 トリコ 美食神の超食宝（ティナ）

2014年
- 劇場版 TIGER & BUNNY -The Rising-（カーシャ・グラハム）
- THE LAST -NARUTO THE MOVIE-（日向ヒナタ）
- BUDDHA2 手塚治虫のブッダ -終わりなき旅-（ミゲーラ）

2015年
- BORUTO -NARUTO THE MOVIE-（うずまきヒナタ）

2016年
- モンスターストライク THE MOVIE はじまりの場所へ（アーサー）
- ルドルフとイッパイアッテナ（ミーシャ）

2018年
- 若おかみは小学生!（秋野真月）
- ドラゴンボール超 ブロリー（チライ）

2019年
- あした世界が終わるとしても（ユーリ / 狭間恭子）

2020年
- 劇場版BEM〜BECOME HUMAN〜（エマ・アイズバーグ）
- モンスターストライク THE MOVIE ルシファー 絶望の夜明け（アーサー）

2021年
- 劇場版 七つの大罪 光に呪われし者たち（マーガレット）

2022年
- 劇場版 異世界かるてっと 〜あなざーわーるど〜（ヴェラ・ミトロヒナ）
- ドラゴンボール超 スーパーヒーロー（チライ）
- 雨を告げる漂流団地（兎内里子）

2023年
- 劇場版 美少女戦士セーラームーンCosmos（火球皇女 / セーラー火球） - 前後編
- ブラッククローバー 魔法帝の剣（バネッサ・エノテーカ）

2024年
- クレヨンしんちゃん オラたちの恐竜日記（ナナ）

### OVA
2001年
- HAPPY★LESSON（2001年 - 2004年、六祭みなづき） - 2シリーズ

2002年
- GENERATION OF CHAOS Next 〜誓いのペンダント〜（ロージィ）

2003年
- NARUTO -ナルト- 紅き四つ葉のクローバーを探せ（日向ヒナタ）
- Memories Off 2nd（白河ほたる）

2004年
- いちご100% OVAシリーズ（2004年 - 2005年、南戸唯） - ジャンプフェスタ版 + ODAシリーズ
- 王ドロボウJING in Seventh Heaven 2（カシス）
- 夏色の砂時計（芹沢香穂）
- Memories Offシリーズ（白河ほたる） - 2シリーズ

2005年
- きぐるみさん いっぽめ（きぐるみさん）
- 戦闘妖精少女 たすけて! メイヴちゃん（メイヴちゃん）
- V・B・ローズ（城井あげは）※『花とゆめ』2005年 応募者全員サービス

2006年
- BALDR FORCE EXE RESOLUTION（リャン）

2007年
- テイルズ オブ シンフォニア THE ANIMATION（2007年 - 2012年、コレット・ブルーネル） - 3シリーズ
- 東京マーブルチョコレート（チヅル）

2009年
- 少女ファイト（大石練）
- 聖闘士星矢 THE LOST CANVAS 冥王神話（パンドラ）
- みなみけ OVAシリーズ（2009年 - 2013年、南冬馬） - コミックス第6・10・11巻限定版

2010年
- “文学少女”メモワールIII-恋する乙女の狂想曲-（琴吹ななせ）

2011年
- SUPERNATURAL: THE ANIMATION（メグ・マスターズ）

2014年
- テラフォーマーズ（マリア・ビレン）

2019年
- ご注文はうさぎですか?? 〜Sing For You〜（サキ）

2020年
- 天地無用！魎皇鬼（第伍期）（ネージュ・ナ・メルマス）

### Webアニメ
- マッツとヤンマとモブリさん（2013年 - 2014年、モブリさん[283]）
- スシニンジャ（2014年、姫[284]）
- 食べちゃったっていいのにな!（2018年、天のつぶ〈米〉[285][286]）
- モンスターストライク（第3期）（2018年 - 2019年、アーサー）
- 火の鳥“道後温泉編”（2019年、火の鳥[287]）
- むぎゅっと!ブラッククローバー（2019年、バネッサ）
- 陰陽師・平安物語（2019年、桃の精） - 第2シリーズ

### ゲーム
1998年
- NOëL 〜La neige〜（門倉千紗都）- 2作品

1999年
- リトル・ウィッチ パルフェ 〜黒猫印の魔法屋さん〜（レネット＝キルシュ）
- リトル・ウィッチ レネット 〜スワンの涙ラプソディ〜（レネット＝キルシュ）

2000年
- お花畑のフローレ（レネット＝キルシュ）
- ココットのどきどきQUIZ大作戦（スマイル仮面）
- 聖ルミナス女学院（森里奈）

2001年
- シスター・プリンセス シリーズ（2001年 - 2003年、亞里亞）- 5作品
- HAPPY★LESSON（六祭みなづき）
- Memories Offシリーズ（2001年 - 2018年、白河ほたる）- 8作品

2002年
- シャーマンキング（2002年 - 2003年、玉村たまお、コロロ）- 4作品
- GENERATION OF CHAOS Next 〜失われし絆〜（ロージィ）
- 夏色の砂時計（芹沢香穂）
- POWER DoLLS 5 / 5X（エリス＝ティタニア） - 2作品
- 姫騎士物語 -PrincessBlue-（三雲かれん）
- リーヴェルファンタジア〜マリエルと妖精物語〜（ヘイゼル）

2003年
- エンジェリック・コンサート（2003年 - 2004年、リアン＝エルサス） - 2作品
- SAKURA〜雪月華〜（九十九奈々）
- テイルズ オブ シンフォニア（コレット・ブルーネル）
- NARUTO -ナルト- シリーズ（2003年 - 2016年、日向ヒナタ / 宗家のヒナタ / 覚醒ヒナタ） - 7作品
  - NARUTO -ナルト- ナルティメットヒーロー（2003年）
  - NARUTO -ナルト- 疾風伝 ナルティメットインパクト（2011年）
  - 火影忍者（2015年）※中国製スマホゲーム
  - NARUTO -ナルト- 疾風伝 ナルティメットストーム4（2016年）

- 鋼の錬金術師 翔べない天使（アルモニ・エイゼルシュタイン）
- ビストロ・きゅーぴっと2（セルリー・ペリウィンクル）

2004年
- 解決!オサバキーナ（大沢木奈枝 / オサバキーナ）
- シークエンス・パラディウム3〜泡沫の天地〜（レミリナ＝マトロアナ＝イシュターナ）
- 鋼の錬金術師 ドリームカーニバル（ラース）
- BLACK/MATRIX OO（ルカ）
- ロスト・アヤ・ソフィア（ソニア・ロッシ）

2005年
- いちご100% ストロベリーダイアリー（南戸唯）
- 瓶詰妖精〜はる・なつ・あき・ふゆ せんせいさんと一緒〜（くるる）
- エレメンタル ジェレイド（シスカ） - 2作品
- テイルズ オブ ザ ワールド なりきりダンジョン3
- プリンセスメーカー4（娘）

2006年
- いぬかみっ! feat.Animation（新堂ケイ）
- 機動戦士ガンダム クライマックスU.C.（二代目主人公女A）
- サモンナイト4（エニシア）
- 任侠伝 渡世人一代記（おこと）
- レッスルエンジェルス SURVIVOR（菊池理宇）
- WILD ARMS the Vth Vanguard（レベッカ・ストライサンド）
- 闇夜にささやく〜探偵 相楽恭一郎〜（上月真奈）

2007年
- SIMOUN 異薔薇戦争〜封印のリ・マージョン〜（モリナス、クリサリス）
- eXceed3rd-JADE PENETRATE-（2007年 - 2009年、イリアス・レギンレイブ）- 2作品
- グローランサーVI（ネーリス）
- シールオンラインTCG（流れ星の美沙）
- シャイニング・ウィンド（シーナ・カノン）
- シャイニング・フォース イクサ（アミタリリ）
- 召喚少女 〜ElementalGirl Calling〜（結）
- テイルズ オブ ファンダム Vol.2（コレット・ブルーネル）
- リーズのアトリエ 〜オルドールの錬金術士〜（ロロット・ステイシル）

2008年
- アヴァロンコード（ドロテア王女）
- スカッとゴルフ パンヤ（ルーシア）
- スターオーシャン2（レナ・ランフォード）
- しゅごキャラ! あむのにじいろキャラチェンジ（ほしな歌唄）
- テイルズ オブ シンフォニア -ラタトスクの騎士-（コレット・ブルーネル）
- ハッピーダンスコレクション（アイ）
- レッスルエンジェルス SURVIVOR 2（菊池理宇、桜井千里）
- ルーンファクトリー2（マナ）
- ロザリオとバンパイア（2008年 - 2009年、赤夜萌香）- 2作品

2009年
- シャイニング・フォース クロス（2009年 - 2014年、ナレーション、プレイヤーボイス）- 5作品
- しゅごキャラ! ノリノリ!キャラなりズム♪（ほしな歌唄）
- テイルズ オブ ザ ワールド レディアント マイソロジー2（コレット・ブルーネル）
- テイルズ オブ バーサス（コレット・ブルーネル）
- トリガーハート エグゼリカ エンハンスド（フェインティア）
- トロともりもり（ナレーション）
- 鋼の錬金術師 FULLMETAL ALCHEMIST（2009年 - 2010年、ランファン）- 2作品
- ルミナスアーク3 アイズ（アシュレイ・アナン）

2010年
- シャイニング・ハーツ（マキシマ・エンフィールド）
- 週刊トロ・ステーション（「声優さんのお仕事」インタビュー出演）
- テガミバチ（シルベット・スエード）
- ファンタジーアース ゼロ（凛々しい女騎士:ボイスチケット♀X II）
- WHITE ALBUM -綴られる冬の想い出-（緒方理奈）
- 魔法少女リリカルなのはA's PORTABLE -THE BATTLE OF ACES-（フェイト・テスタロッサ、雷刃の襲撃者〈Material-L〉）
- 無限のフロンティアEXCEED スーパーロボット大戦OGサーガ（ネージュ・ハウゼン）
- METAL GEAR SOLID PEACE WALKER（パス・オルテガ・アンドラーデ / パシフィカ・オーシャン）

2011年
- AQUAPAZZA -AQUAPLUS DREAM MATCH-（緒方理奈）
- アンチェインブレイズ レクス（女神 クリューネア）
- ヴァイスシュヴァルツ ポータブル（フェイト・テスタロッサ）
- セブンスドラゴン2020（日暈棗、キャラメイクボイス）
- テイルズ オブ ザ ワールド レディアント マイソロジー3（コレット・ブルーネル）
- トリコ シリーズ（2011年 - 2012年、ティナ）- 3作品
- ファイナルファンタジー零式（クラエス・ホシヒメ・ミスカ・サンセスト）
- ファンタシースターポータブル2 インフィニティ（ナギサ、リコ）
- ファントムブレイカー（2011年 - 2022年、仁科美琴、白美琴、赤美琴）- 全6作品
- 魔法少女リリカルなのはA's PORTABLE -THE GEARS OF DESTINY-（フェイト・テスタロッサ、雷刃の襲撃者〈レヴィ・ザ・スラッシャー〉）

2012年
- アンチェインブレイズ エクシヴ（ソフィア）
- シャイニング・ブレイド（サクヤ、カノン）
- ねんどろいど じぇねれ〜しょん（フェイト・テスタロッサ）
- 星葬ドラグニル（ミナ）
- ドラえもん のび太と奇跡の島 〜アニマル アドベンチャー〜（コロン）
- バイオハザード リベレーションズ（ジェシカ・シェラワット）
- ガンスリンガー ストラトス（ナレーション）

2013年
- シャイニング・アーク（ヴァイオラ / セラフィム）
- 青春はじめました!（花桐勇魚）
- セブンスドラゴン2020-II
- テイルズ オブ シンフォニア ユニゾナントパック（コレット・ブルーネル）
- トリコ アルティメットサバイバル（ティナ）
- トリコ グルメガバトル!（ティナ）
- バイオハザード リベレーションズ アンベールド エディション（ジェシカ・シェラワット）
- BEYOND: Two Souls（ボーナスコンテンツ「KARA」声の出演）
- マギ シリーズ（2013年 - 2014年、練白瑛） - 2作品

2014年
- 乖離性ミリオンアーサー
- グリモア〜私立グリモワール魔法学園〜→グリモアA〜私立グリモワール魔法学園〜（2014年 - 2019年、朱鷺坂チトセ）
- ブレードアークス from シャイニング（2014年 - 2019年、サクヤ、エクセラ） - 3作品
- シャイニング・レゾナンス（2014年 - 2018年、エクセラ・ノア・アウラ）- 2作品
- 神撃のバハムート（ハンナ）
- 神話帝国ソウルサークル（死神デス、魔女ドロテア）
- 超ヒロイン戦記（風鳴翼）
- 戦国大戦（SRお梶の方、SS白井局、Rガラシャ）
- テイルズ オブ ザ ワールド レーヴ ユナイティア（コレット・ブルーネル）
- メタルギアソリッドV（2014年 - 2015年、パス・オルテガ・アンドラーデ） - 2作品

2015年
- クロスアンジュ 天使と竜の輪舞tr.（アンジュ）
- LORD of VERMILION ARENA（レナ）
- セブンスドラゴンIII code:VFD
- THE TOWER OF PRINCESS（ルクレティア）
- ドラゴンズドグマ オンライン（女性メインポーン〈追加DLC〉）

2016年
- イノセントベイン（村崎朋樹）
- クイズRPG 魔法使いと黒猫のウィズ（2016年 - 2025年、アンジェリカ・ヴァイル、ロザリア・ハート、ロザリアの夢）
- サモンナイト6 失われた境界たち（エニシア）
- 白猫プロジェクト（ファルファラ）
- スターリーガールズ（副キャプテン）
- チェインクロニクル〜絆の新大陸〜（リヴェラ）
- ドラゴンクエストヒーローズII 双子の王と予言の終わり（オルネーゼ）
- ペルソナ5 シリーズ（2016年 - 2025年、高巻杏） - 6作品
- ワールドチェイン（弓月院嬰子、妲己、お梶の方）

2017年
- 陰陽師（青行燈、桃の精）
- グランブルーファンタジー（ハンナ）
- クリスタル オブ リユニオン（源義経）
- Shadowverse（2017年 - 2023年、ハンナ）
- スターオーシャン:アナムネシス（レナ・ランフォード、アンテノーラ・コア）
- スーパーロボット大戦シリーズ（2017年 - 2020年、アンジュ） - 3作品
- 戦姫絶唱シンフォギアXD UNLIMITED（2017年 - 2020年、風鳴翼、フェイト・T・ハラオウン）
- チェインクロニクル3（ベニガサ）
- テイルズ オブ アスタリア（コレット・ブルーネル）
- テイルズ オブ ザ レイズ（2017年 - 2022年、コレット・ブルーネル / 意志を紡ぎし神子、レナ・ランフォード）
- プリキュア つながるぱずるん（花咲つぼみ / キュアブロッサム）
- 崩壊3rd（カレン・カスラナ）
- ましろウィッチ 真夜中のメルヒェン（飛鷹佳織）

2018年
- 红莲之王 LORD of VERMILION ARENA（月読命）
- 共闘ことばRPG コトダマン（2018年 - 2019年、サクヤ、リヴェラ）
- ペルソナQ2 ニュー シネマ ラビリンス（高巻杏）
- 温泉むすめ ゆのはなこれくしょん（スクナヒコ）
- ブラッククローバー カルテットナイツ（バネッサ・エノテーカ）
- ブラッククローバー 夢幻の騎士団（バネッサ・エノテーカ）
- ワイルドアームズ ミリオンメモリーズ（レベッカ・ストライサンド）
- スーパードラゴンボールヒーローズ（チライ）
- FAITH（フィーネ）

2019年
- キャサリン・フルボディ（キャサリン〈夜の女王〉、パンサー / 高巻杏） - DLC追加キャラクター
- 大乱闘スマッシュブラザーズ SPECIAL（パンサー / 高巻杏）
- Fate/Grand Order（2019年 - 2024年、長尾景虎 / 上杉謙信）
- 蒼藍の誓い ブルーオース（シャルンホルスト、ヤウズ・スルタン・セリム）
- メイプルストーリー（パスファインダー）
- 西遊記之大聖歸來（観世音菩薩）
- DEATH STRANDING（フラジャイル）
- ドラゴンボール ファイターズ（チライ） - DLC追加キャラクター
- 新サクラ大戦（エリス）
- アークナイツ（モスティマ）
- 螺旋英雄譚（サクヤ、エクセラ）

2020年
- ファイナルギア -重装戦姫-（天音セリカ）
- D4DJ Groovy Mix（2020年 - 2024年、天野愛莉）
- 刀使ノ巫女 刻みし一閃の燈火（フェイト・T・ハラオウン）
- A.I.M.$ -All you need Is Money-（ありしあ）

2021年
- 少女☆歌劇 レヴュースタァライト -Re LIVE-（風鳴翼）
- ファイアーエムブレム ヒーローズ（ノート）
- ブラック・サージナイト（陸奥、ビスマルク）
- DCスーパーヒーローガールズ ティーンパワー（バンブルビー  / カレン・ビーチャー）
- COUNTER: SIDE（ヤナギ・ミナ）

2022年
- 鋼の錬金術師 MOBILE（ランファン、パンサー）
- MARVEL SNAP（キャロル・ダンバース）

2023年
- モンスターストライク（2023年 - 2025年、ランファン、高巻杏）
- ドラゴンボール ザ ブレイカーズ（チライ）
- STAR OCEAN THE SECOND STORY R（レナ・ランフォード）

2024年
- レゾナンス:無限号列車（ステラ）
- HIGHSPEED Étoile Paddock Stories（アリス・サマーウッド）

### パチンコ・パチスロ
- CR地獄少女（2011年、柴田つぐみ）
- パチスロ DARKER THAN BLACK -黒の契約者-（2013年、霧原未咲）
- パチスロ 魔法少女リリカルなのは（2015年、フェイト・テスタロッサ）
- CR DARKER THAN BLACK -黒の契約者-（2017年、霧原未咲）
- パチスロ 戦姫絶唱シンフォギア（2017年、風鳴翼）
- CRフィーバー革命機ヴァルヴレイヴ（2018年、クリムヒルト）
- CRフィーバー戦姫絶唱シンフォギア LIGHT ver.（2018年、風鳴翼）

### ドラマCD
1998年
- 聖ルミナス女学院 1 オーディオドラマ スクール・デイズ
- NOëL 〜La neige〜 シリーズ（門倉千紗都）
  - NOëL La neige 〜prelude〜※ゲームソフト『NOëL 〜La neige〜』初回限定版封入ドラマCD
  - NOëL 〜La neige〜 Rendez-vous

1999年
- ボイスラッガー外伝 Vol.1（南弘美）
- リトル・ウィッチ レネット ドラマCD（レネット＝キルシュ）※ゲームソフト封入特典CD

2000年
- 少年進化論 シリーズ（2000年 - 2008年、泉志穂） - 全4枚
  - 少年進化論plus（2000年）
  - 中年進化論plus（2002年）
  - 集英社ドラマCD 少年進化論（2005年）
  - 集英社ドラマCD 少年進化論2（2008年）

2001年
- 幻想世界英雄烈伝 フェアプレイズ（琴井奏、シャララ）
- HAPPY★LESSON シリーズ（2001年 - 2003年、六祭みなづき）
  - DRAMA CD アルバイトでGO! GO!
  - DRAMA CD ハチャメチャ☆ハッピークリスマス
  - DRAMA CD ハラハラ☆HAPPYニューイヤー

- Memories Offシリーズ（2001年 - 2006年、白河ほたる）
  - Memories Off Bridge（2001年）
  - Memories Off 2nd DRAMA CD（2001年）
  - メモリーズオフ2nd・ミニアルバム・コレクションVol.1、2（2001年）
  - メモリーズオフ2ndドラマシリーズVol.1 - Vol.6（2001年 - 2002年） - 全6枚
  - メモオフ・ファーストコンサート（2002年）
  - メモリーズオフ2nd Love Letters 白河ほたる（2002年）
  - 留守電メモリーズ 2ndバージョン 南つばめ編、白河ほたる編（2002年）
  - みんなで作るメモオフCD! 1 - 3（2001年、2004年、2006年） - 全3枚
  - メモリーズオフ コンチェルト OP.1、2（2002年） - 全2枚
  - 思い出にかわる君 〜Memories Off〜 ドラマCD（2003年）
  - メモオフ演劇部 第一回公演「トレジャーハンター信!」（2003年）
  - メモオフ演劇部 第二回公演「小夜美の逆襲」（2003年）
  - メモオフみっくす販促用CD ほたるとつばめ（2003年）※ゲームソフト「メモオフみっくす」わんぱくこぞう／カメレオンクラブ店舗特典CD
  - メモオフみっくす販促用CD ほたるやあやか（2003年）※ゲームソフト「メモオフみっくす」メッセサンオー／ゲーマーズ店舗特典CD
  - メモオフみっくす販促用CD ほたるにねお（2003年）※ゲームソフト「メモオフみっくす」ソフマップ店舗特典CD
  - メモオフ演劇部 第三回公演「たるたるくえすと」（2003年）
  - メモリーズオフ2nd TALES OF THE MEMORIES Pt.1、2（2003年）※メモリーズオフ2nd Complete Box封入CD
  - メモリーズオフ ドラマCD 思い出のパルティータ（2004年）
  - メモリ－ズオフ2nd 〜Nocturne〜 スペシャルCD※OVA Memories Off 2nd 特別編 〜Nocturne〜に封入（2004年）
  - Memories Off 〜それから〜 ドラマCD（2004年）
  - メモオフ History〜思い出はいつだって“たるたる”〜（2004年）

- Prologue of Sister Princess 〜Dear My Brother〜（亞里亞）

2002年
- 永遠の野原 第一 - 三巻（野沢ひとみ）
- 七人のナナ シリーズ（鈴木ナナ）
  - 七人のナナ〜side story of nana〜 音楽の時間
  - 七人のナナ オリジナルサウンドトラック〜side story of nana II〜

- シャーマンキング ドラマ&キャラクターソングアルバム 恐山ル・ヴォワール（玉村たまお）
- 聖石傳説異聞 霹靂双星伝 上、下巻（辰小蓮）
- トライアル・トライアングル（上原奈瑚）
- 夏色の砂時計 シリーズ（2002年 - 2004年、芹沢香穂）
  - CDドラマ「“本当の”はじまりの物語」※PS2ソフト初回限定版特典CD
  - CDドラマ「夏の終わりに…」
  - CDドラマ「大江戸絵巻 夏色の砂時計DEござる前、後編」※OVA全2巻 初回限定版封入CD

- BUDDY♥PARTY! Part1 - 6（ハイネ・ユウキ / 結城葉衣音）
- 姫騎士物語 -PrincessBlue- オリジナルドラマCD（三雲かれん）※ゲームソフト初回限定特典CD
- ヘッポコあんてぃ〜く 第1 - 3話（ロァン・ユエメイ）※ドラゴンマガジン通販
- まぶらほ 第1 - 3章（宮間夕菜）※ドラゴンマガジン通販

2003年
- エンジェリック・コンサート オリジナルドラマCD リアン編（リアン＝エルサス）※PS2ソフトスペシャルBOX版封入CD
- 解決!オサバキーナ シリーズ（2003年 - 2004年、大沢木奈枝 / オサバキーナ）
  - ドラマCD 解決!オサバキーナ
  - 解決!オサバキーナ 榊タカシのマネージャーの掟※ゲームソフト購入特典CD

- SAKURA〜雪月華〜 シリーズ（2003年 - 2005年、九十九奈々）
  - SAKURA〜雪月華〜 序章・黎明編※東京キャラクターショウ2003で限定配布
  - SAKURA〜雪月華〜 CDドラマシリーズ第一幕『邂逅』
  - SAKURA〜雪月華〜 CDドラマシリーズ第二幕『永別』
  - SAKURA〜雪月華〜 CDドラマシリーズ第三幕『魂祓』

- JUNK FORCE VOL.1、2（ライザ）
- 真・女神転生III NOCTURNE ドラマCD（橘千晶）
- ドラマCD 天狗陰陽道 牛若退魔録 一 鋼鉄の魔人（静）
- ナースウィッチ小麦ちゃんマジカルて KARTE 01（早瀬愛実）
- ビストロきゅーぴっと2特別版スペシャルドラマCD シリーズ（セルリー・ペリウィンクル）
  - 「セルリー編」※PS2ソフト封入CD
  - 「ネメシア編」※XBOXソフト封入CD

2004年
- いちご100% シリーズ（2004年 - 2006年、南戸唯）
  - 集英社ドラマCD いちご100% 1 - 4（2004年 - 2005年）
  - いちご100% ドラマシアター Vol.1、2（2005年）
  - ドラマCD LAST TAKE EAST SIDE 東城綾（2006年）

- かぽーん（>_<）! シリーズ（華月笑）
  - ドラマCD PクリップS※少女コミック23号ふろく
  - ドラマCD PクリップS2※少女コミック応募者全員サービス

- こいこい7 シリーズ（2004年 - 2005年、アスカヤヨイ / ガンタイちゃん）
  - コミックス 第4、5巻 初回限定特装版封入 ドラマCD
  - こいこい7 ドラマCD 第一 - 三巻

- サボテンの秘密（皆瀬菜実）※2004年りぼん12月号応募者全員大サービスCD「 紳士同盟†／サボテンの秘密 オリジナルサウンドストーリー」
- TVアニメーション tactics ドラマCD 第一 - 三巻（2004年 - 2005年、江戸川すず）
- ドラマCD テイルズ オブ シンフォニア シリーズ（2004年 - 2005年、コレット・ブルーネル）
  - テイルズ オブ シンフォニア 〜a long time ago〜 vol.1 - 3
  - テイルズ オブ シンフォニア ロデオライドツアー VOL.2

- ティンクルセイバーNOVA シリーズ（2004年 - 2012年、天宮さつき）
  - コミックス第1巻 初回限定版特典ドラマCD 湯煙★スター（2004年）
  - SCRAMBLE★STAR（2004年）
  - コミックス第2巻 初回限定版特典ドラマCD Piece of Star（2006年）
  - 昼下がりのウィスパー（2006年）
  - コミックス第3巻 初回限定版特典ドラマCD Crossing Star（2007年）
  - Maiden Star（2007年）
  - コミックス第4巻 初回限定版特典ドラマCD Consult Star（2012年）
  - コミックス第4巻 初回限定版 Amazon.co.jp特典ドラマCD A little little future star（2012年）
  - コミックス第4巻 初回限定版 アニメイト特典ドラマCD A little little future star（2012年）
  - コミックス第4巻 初回限定版 メロンブックス特典ドラマCD A little little future star（2012年）

- NARUTO〜ナルト〜 ドラマCDシリーズ 其ノ壱 忍者は大変だってばよ!!（日向ヒナタ）
- ニニンがシノブ伝 シリーズ（忍）
  - ニニンがシノブ伝 ドラマCD 其の一 - 三
  - ニニンがシノブ伝 オーディオドラマ劇場※DVDニニンがシノブ伝 ファンディスク封入CD

- 瓶詰妖精 イメージアルバム2「あさ・ひる・よる」（くるる）
- ドラマCD BLACK/MATRIX OO 第1、2巻（ルカ）
- TVアニメーション MEZZO 番外編 オリジナルドラマCD「音の殻」（亜衣）
- ドラマCD ラグナロク ジ・アニメーション Ver.1 - 3（ユーファ）
- ロスト・アヤ・ソフィア スペシャルドラマCD「封印さがしCHAO!」（ソニア・ロッシ）※ゲームソフト限定版封入CD
- Rozen Maiden -ローゼン メイデン-（翠星石）

2005年
- イタズラなKiss ドラマCDシリーズ（2005年 - 2013年、相原琴子〈入江琴子〉）- 6枚
  - CDドラマ イタズラなKiss 1 - 4※2006年発売予定の5、6巻は発売中止
  - イタズラなKiss Audio Cinema 第1章〜卒業編〜 / 第2章〜プロポーズ編〜

- 1年777組（春野こりす）
- エレメンタル ジェレイド シリーズ（2005年 - 2010年、シスカ）
  - エレメンタルジェレイド 同契 Re-No:2 DRAMA-SIDE
  - EREMENTAR GERAD The original※コミックス第16 - 18巻ドラマCD付き限定版 - 全3枚

- バジリスク 〜甲賀忍法帖〜 シリーズ（2005年 - 2006年、朧）
  - ドラマ＆サウンドトラック 音絵巻 第二、三章
  - スペシャルドラマ＆サントラCD 〜弦之介、朧の恋絵巻〜
  - バジリスク甲賀忍法帖 〜たまゆら綴織〜

- Purism×Egoist ドラマCD VOL.1 - 3（るん）
- プリンセスメーカー4 オリジナルドラマCD（パトリシア）
- V・B・ローズ シリーズ（2005年 - 2009年、城井あげは）
  - V・B ローズ（2005トキメキCD SELECT ver.)※花とゆめ20号付録CD
  - V・B ローズ 2005 花とゆめ応募者全員サービス オリジナルドラマCD
  - ドラマCD V・B ローズ（2006年）
  - ドラマCD V・B ローズ 2（2007年）
  - V・B ローズ ウキウキ♥ドラマCD 花とゆめ応募者全員サービスCD（2009年）

- 魔法少女リリカルなのは サウンドステージ シリーズ（2005年 - 2008年、フェイト・テスタロッサ）
  - 魔法少女リリカルなのは サウンドステージ02、03
  - 魔法少女リリカルなのはA's サウンドステージ01 - 03
  - 魔法少女リリカルなのはA's サウンドステージM※メガミマガジン2006年1月号付録CD
  - 魔法少女リリカルなのはStrikerS サウンドステージ01 - 04
  - 魔法少女リリカルなのはStrikerS サウンドステージM The StrikerS※メガミマガジン2007年5月号付録CD
  - 魔法少女リリカルなのはStrikerS サウンドステージM3※メガミマガジン2008年9月号付録CD

2006年
- アクエリアンエイジ シリーズ（2006年 - 2009年、ィアーリス）
  - アクエリアンエイジ7周年記念ドラマCD付き限定BOX 前、後編
  - アクエリアンエイジ10thアニバーサリードラマCD 2

- 鍵姫物語 永久アリス輪舞曲 Drama CD「きらはの物語」（暁アカネ）
- 鬼の風水 シリーズ（2006年 - 2008年、篠宮透子）
  - 卓也 —TAKUYA—（2006年）
  - 透子 —TOUKO—（2007年）
  - 鬼啖 —KITAN—（2007年）
  - 鬼哭 —KIKOKU—（2008年）

- ことのはの巫女とことだまの魔女と シリーズ（琴織さらさ）
  - 限定版コミックス封入ドラマCD「こといろの日々とことほぎの君と」
  - マドリガル・ハロウィン

- 任侠伝 渡世人一代記 ドラマCD 〜風来の蓮次〜（おこと）
- 闇夜にささやく〜探偵 相楽恭一郎〜 シリーズ（上月真奈）
  - ドラマCD「探偵 相楽恭一郎 洋上の推理合戦!悲しみの果て水着美女達の修羅場を生き残り名探偵は500万の夢を見るのか!」※ゲームソフト限定版封入CD
  - ドラマCD「探偵 相楽恭一郎 銃と血あるいは夜と涙」※ゲームソフト予約特典CD

- 吉永さん家のガーゴイル ガーくんドキドキ三本勝負（梨々＝ハミルトン）
- ロザリオとバンパイア シリーズ（2006年 - 2008年、赤夜萌香）
  - 集英社ドラマCD ロザリオとバンパイア（2006年）
  - 集英社ドラマCD ロザリオとバンパイア 2（2007年）
  - ロザリオとバンパイア 「サウンドデートCD 萌香さんといっしょ♥」※アニメDVD1巻封入CD
  - ロザリオとバイパイア アニメイト限定オリジナル特典CD「バンパイアとバンパイア」※アニメDVD1巻アニメイト購入特典
  - TVアニメーション ドラマCD ロザリオとバンパイア（2008年）
  - ロザリオとバンパイアCAPU2 オリジナルCD企画「姉妹とカエルとパンパイア（前編）」※アニメDVD1巻封入CD
  - ロザリオとバイパイアCAPU2 アニメイト限定オリジナル特典CD「バンパイアだよ、全員集合!」※アニメDVD1巻アニメイト購入特典

2007年
- ガールフレンド / ボーイフレンド（紗月、女子高生A、年下女子高生D、店員）
- 殺×愛 -きるらぶ- CDドラマ loves, so that want to kill.（縁遠丹闇）
- ドラマCD グローランサーVI（ネーリス）
- シャイニング・ウィンド シリーズ（2007年 - 2009年、シーナ・カノン）
  - ドラマCD シャイニング・ウィンド Vol.1 - 4
  - ドラマCD Vol1&2 通販連動購入特典CD
  - ドラマCD Vol3&4 通販連動購入特典CD

- シュラキ〜朱羅姫〜 オリジナルドラマCD第2 - 5話（2007年 - 2008年、蛟龍十羽胡）
- 神曲奏界ポリフォニカ オリジナルドラマCD ホワイトナックル・クリムゾン（ユギリ・ペルセルテ）
- ドラマCD DARKER THAN BLACK -黒の契約者-（霧原未咲） - 『月刊Asuka』2007年10、11月号応募者全員サービスCD
- 伯爵と妖精 シリーズ（2007年 - 2009年、リディア・カールトン）
  - 伯爵と妖精 ドラマCD プロポーズはお手やわらかに（2007年）
  - 伯爵と妖精 ドラマCD 紳士の射止めかた教えます（2008年）
  - 伯爵と妖精 DVD第1、6巻 初回限定特典スペシャルCD（2008年 - 2009年）
  - 伯爵と妖精 アニメイト特典CD その1（2008年）※アニメDVD1巻アニメイト購入特典CD
  - Cobalt Original Drama CD+ 1（2008年）※雑誌コバルト応募者全員サービスCD
  - Cobalt Original Drama CD+ 2（2008年）※雑誌コバルト応募者全員サービスCD

- ムシウタbug 01 - 06（2007年 - 2008年、一之黒亜梨子）※DVD ムシウタ 第1巻-第6巻限定版封入ドラマCD

2008年
- アヴァロンコード オリジナルドラマCD（ドロテア王女）※ゲームソフト予約特典CD
- TVアニメーション「AYAKASHI」 シリーズ（夜明エイム）
  - TVアニメーション「AYAKASHI」Characters Vol.1、3 - 5
  - TVアニメーション「AYAKASHI」Drama CD

- アリソンとリリア ドラマCD Ⅰ、Ⅱ（アリソン・ウィッティングトン、リリア・シュルツ）
- シャイニング・フォース イクサ ドラマCD（アミタリリ）
- ジャッジメントちゃいむ シリーズ（2008年 - 2013年、ヴァルナ＝リエル）
  - どき☆ドキ素泊まり!海と湯けむりの温泉旅行!!（2008年）
  - DRAMA CD Girl's Taik（2008年）
  - ジャッジメントちゃいむ レムナ＝レムナの魔法石（2012年）※小説「ジャッジメントちゃいむ 魔法の指輪のプレゼント」ドラマCD付特装版封入
  - ジャッジメントちゃいむ 赤い宝玉と恋の魔法（2013年）※小説「ジャッジメントちゃいむ 気高き封印の魔法剣」ドラマCD付特装版封入

- しゅごキャラ! シリーズ（2008年 - 2010年、ほしな歌唄）
  - しゅごキャラ! アミュレットBOX 3 スペシャルCD <バラエティー編> オリジナルCDドラマ
  - コミックス 12巻 限定版封入ドラマCD

- ドラゴノーツ -ザ・レゾナンス- シリーズ（ジークリンデ・バウムガルド）
  - ドラゴノーツ -ザ・レゾナンス- ドラマ＆キャラクターソング vol.2、5
  - Animage×DRAGONAUT -THE RESONANCE- 女祭!!※アニメージュ誌上限定販売

- ドラマCD なまコイ〜美少女ゲームじゃあるまいし!?〜（真神ミウ）
- みなみけ ドラマCDシリーズ（2008年 - 2013年、南冬馬）
  - みなみけ ドラマCD
  - みなみけ ミニドラマCD 4※アニメDVD 4巻 期間限定版封入
  - みなみけ〜おかわり〜 ドラマCD
  - みなみけ〜おかわり〜 ミニドラマCD 1、3、4※アニメDVD 1、3、4巻 期間限定版封入
  - みなみけ おかえり ドラマCD
  - みなみけ おかえり ミニドラマCD 1 - 4※アニメDVD 1 - 4巻 初回限定版封入
  - コミックス 8、9巻 限定版封入 ドラマCD
  - みなみけ ただいま ドラマCD
  - みなみけ ただいま ミニドラマCD 1 - 4※アニメBD/DVD 1 - 4巻封入

- ルーンファクトリー2 シリーズ（マナ）
  - マナのないしょCD※ゲームソフト予約特典CD
  - ルーンファクトリー2 THE COMPLETE SOUNDTRACK

2009年
- 飴色紅茶館歓談 シリーズ（2009年 - 2011年、琴織さらさ）
  - コミック百合姫Vol.16 付録ドラマCD「Pink princess」
  - コミックス1巻 限定版特典ドラマCD「Blue christmas」
  - コミックス2巻 限定版特典ドラマCD「White engage」
  - コミックス2巻 Amazon.co.jp特典ドラマCD「Maplecarol」

- GACKT PERFECT STORY BOOK「RE:BORN」（マリア）
- 勾玉花伝 巫女姫様とさくらの契約（香久耶）
- 少女ファイト（大石練）※コミックス第5巻特装版付属CD
- テガミバチ シリーズ（2009年 - 2010年、シルベット・スエード）
  - 集英社ドラマCD テガミバチ
  - CDドラマ テガミバチ キンザザの花祭り
  - CDドラマ テガミバチ 思い出の木の実

- beatmania IIDX spin-off drama ROOTS26S[suite] Vol.1 - 3（神崎紗矢）
- “文学少女”シリーズ（2009年 - 2010年、琴吹ななせ）
  - “文学少女”と死にたがりの道化【前篇】、【後篇】
  - “文学少女”と飢え渇く幽霊【前篇】
  - “文学少女”と繋がれた愚者【前篇】、【後篇】

- 魔法少女リリカルなのは The MOVIE 1st ドラマCD付特別鑑賞券 Side-N / F（フェイト・T・ハラオウン）
- 惑星のさみだれ（朝比奈さみだれ）※「惑星のさみだれ第７巻×アワーズ2009年5〜7月号 応募者全員実費頒布サービスCD

2010年
- TVアニメ けんぷファー ドラマアルバム（カンデンヤマネコ）
- しなこいっ（鳴神虎春）
- 鋼の錬金術師 FULLMETAL ALCHEMIST オリジナルドラマCD 流星計画 前、後編（ランファン）※月刊少年ガンガン2、3月号付録CD
- WHITE ALBUM サウンドステージ01、02（緒方理奈）
- 無限のフロンティアEXCEED スーパーロボット大戦OGサーガ スペシャルドラマCD「無限の扉絵」（ネージュ・ハウゼン）※ゲームソフト予約特典CD

2011年
- DOG DAYS シリーズ（2011年 - 2013年、リコッタ・エルマール、ナナミ・タカツキ）
  - DOG DAYS ドラマBOX VOL.1 - 3
  - BD/DVD DOG DAYS 全巻購入特典CD EPISODE 13.65 みんなで夏を待ちながら
  - BD/DVD DOG DAYS' 全巻購入特典CD EPISODE 13.5 秋に向かって

- BLOOD-C シリーズ（2011年 - 2012年、更衣小夜）
  - BD/DVD 1巻 完全限定生産版 特典DISC ドラマCD 番外編「おくらほま」
  - BD/DVD 6巻 完全限定生産版 特典DISC ドラマCD 番外編「なつのよは」

- 放浪息子 BD/DVD 4巻 オリジナルドラマCD「夏休みの居残り〜She sells sea shells by the seashare〜」（二鳥真穂）
- 魔法少女リリカルなのは The MOVIE 2nd A's ドラマCD付特別鑑賞券 Side-T / Y（フェイト・T・ハラオウン）

2012年
- 魔法少女リリカルなのはGOD サウンドステージ シリーズ（電刃の襲撃者（レヴィ・ザ・スラッシャー）、フェイト・テスタロッサ（劇場版の世界）、フェイト・T・ハラオウン（『BOA』と『GOD』に分岐したTV版の世界））
  - 魔法少女リリカルなのはGOD サウンドステージ M「エルトリアの空の下から」※メガミマガジン2012年8月号付録CD
  - 魔法少女リリカルなのはGOD サウンドステージ A「ミッドチルダの夜空の下」※アニメディア2012年8月号付録CD

2013年
- 絶園のテンペスト プレミアムドラマCD Vol.2 「パンダのひみつ」（エヴァンジェリン山本）※月刊少年ガンガン5月号付録CD
- 終末録音/the Garden of oblivion（黄路美沙夜）※『空の境界 未来福音』DVD/BD初回特典CD
- ROAD TO NINJA -NARUTO THE MOVIE- BD/DVD 完全生産限定版特典 録り下ろしドラマCD「ROAD TO CHARASUKE」（日向ヒナタ）

2014年
- 革命機ヴァルヴレイヴ BD/DVD 2nd Season 6巻 完全生産限定版特典 オリジナルドラマCD:06「ちょうどいい味」（クリムヒルト）
- 信長協奏曲 ドラマCD「修学旅行IN京都」（帰蝶）※コミックス11巻ドラマCD付き特別版
- RE:BORN〜仮面の男とリボンの騎士〜（サファイア）※コミックス第1巻ドラマCD同梱版

2015年
- クロスアンジュ 天使と竜の輪舞 シリーズ（アンジュ）
  - BD/DVD 3巻 期間限定封入特典ドラマCD 「プリティ・サリアン、危機一髪!」
  - BD/DVD 6巻 期間限定封入特典ドラマCD 「アンジュとタスク、ときどき犬」

- 魔法少女リリカルなのはINNOCENT サウンドステージ01（フェイト・テスタロッサ、アリシア・テスタロッサ、レヴィ・ラッセル）

2016年
- PERSONA5 the Animation -THE DAY BREAKERS-BD/DVD 特典ドラマCD『THE NIGHT BREAKERS』（高巻杏）
- WEB版 WORKING!!（近藤妃）※第4・5巻ドラマCD付き初回限定特装版

2017年
- WWW.WORKING!! シリーズ（近藤妃）
  - BD/DVD完全生産限定版 3巻 特典ドラマCD「河野、ワグナリア辞めるってよ」
  - BD/DVD完全生産限定版 7巻 特典ドラマCD「恋人なら手を繋ごう」

- 「魔法少女リリカルなのは Reflection」ドラマCD付き特別鑑賞券【なのは＆はやて編+ボーナストラック ViVid Strike! フーカ編】/【フェイト&アリサ&すずか編+ボーナストラック ViVid Strike! リンネ編】（フェイト・T・ハラオウン）
- DRAMA CD Wonderland Wars Side Story 第2章（深雪乃）

2018年
- シャイニング・レゾナンス リフレイン -Premium Fan Box-封入ドラマCD「シャイニング・レゾナンス リフレイン 竜奏騎士の日々」（エクセラ）
- 蒼竜の側用人（ルクル）※花とゆめ22号付録CD

2019年
- BLADE ARCUS Rebellion from Shining -Premium Fan Box-封入ドラマCD「Epilogue of BLADE ARCUS Rebellion」（エクセラ）

### 朗読・その他CD
- NOëL La neige VOICE MESSAGE 〜まだ見ぬあなたへ〜（1997年9月5日、門倉千紗都）
- オムニバスアルバム「VINTAGE」（2001年3月7日）※あたかも交換小説「姫が行く」収録
- オムニバスアルバム「VINTAGE」初回購入特典CD あたかも交換小説『推理小説のおじかん』（2001年3月7日）
- Sister Princess Official Fan Club Message CD（2002年、亞里亞）
- VOICE CD Sister Princess 〜お兄ちゃん大好き♥〜 シリーズ（2002年 - 2003年、亞里亞）
  - Sweet Good Night Part1
  - My Little Wish Part2
  - Dream of you Part2
- まぶらほ バレンタインメッセージCD 宮間夕菜ver.（2003年、宮間夕菜）
- Memories Off After Rain Vol.2 想演 SPECIAL COMMENT DISC（2005年2月24日）※ゲームソフトSPECIAL EDITION版封入CD
- DEARS十二星座物語 〜Artemis Side〜（2007年12月29日先行販売、2008年1月19日一般発売）
- DEARS星座物語外伝 〜二四の物語〜（2007年12月29日）※コミックマーケット'73企業ブース購入者限定特典CD
- レッスルエンジェルス SURVIVOR 2 ドキドキエンジェルボイス（2008年11月6日、菊池理宇）※ゲームソフト予約特典CD
- レッスルエンジェルス SURVIVOR 2 ソフマップ限定Ver. ボイスCD（2008年11月6日、菊池理宇）
- Nana Mizuki Official Fan Club S.C. NANA NET Birthday Message CD（2009年7月1日〜）
- BD/DVD DOG DAYS 2巻 完全生産限定版 特典CD ボイストラック「リコと眠ろう」（2011年8月24日、リコッタ・エルマール）
- おやすみ、ロジャー 朗読CDブック（2016年10月20日）

### 吹き替え

#### 担当女優
ジェーン・レヴィ
- 死霊のはらわた（2013年、ミア）
- ドント・ブリーズ（2017年、ロッキー）
- キャッスルロック（2019年、ジャッキー・トランス）

ジェニファー・ローレンス
- ハンガー・ゲームシリーズ（2012年 - 2015年、カットニス・エヴァディーン）
  - ハンガー・ゲーム
  - ハンガー・ゲーム2
  - ハンガー・ゲーム FINAL: レジスタンス
  - ハンガー・ゲーム FINAL: レボリューション

- パッセンジャー（2017年、オーロラ・レーン）
- セリーナ 炎の女（2018年、セリーナ・ペンバートン）

ディアナ・アグロン
- glee/グリー（2011年、クイン・ファブレイ）
- アイ・アム・ナンバー4（2012年、サラ・ハート）
- マラヴィータ（2014年、ベル・ブレイク）

ブリー・ラーソン
- マーベル・シネマティック・ユニバース（2019年 - 2023年、キャロル・ダンヴァース / ヴァース / キャプテン・マーベル）
  - キャプテン・マーベル
  - アベンジャーズ/エンドゲーム
  - ワンダヴィジョン
  - シャン・チー/テン・リングスの伝説
  - ミズ・マーベル
  - マーベルズ

- ビトウィーン・トゥ・ファーンズ: ザ・ムービー（2019年、本人役）
- ランニング・ワイルド WITH ベア・グリルス #2（2020年、本人）
- ワイルド・スピード/ファイヤーブースト（2023年、テス）
- レッスン in ケミストリー（2023年、エリザベス・ゾット）

ミランダ・コスグローヴ
- iCarly（2010年 - 2025年、カーリー・シェイ）
  - iCarly (2021年)

- グッド・ワイフ2 #7（2011年、スローン・バーチフィールド）
- 侵入者 消された叫び声（2015年、ローズ・ハルシュフォード）

#### 映画（吹き替え）
- マイノリティ・リポート（2003年、アガサ〈サマンサ・モートン〉）※DVD版
- ミー・ウィズアウト・ユー（英語版）（2003年、マリーナ〈アンナ・フリエル〉）
- チアーズ!2（2004年、ホイッティア〈アン・ジャッドソン＝イェーガー〉）
- ボクらのママに近づくな!（2005年、リンジー）
- ウルトラヴァイオレット（2006年、シックス〈キャメロン・ブライト〉）
- 最強☆彼女（2009年、ソフィ〈シン・ミナ〉）
- キッチン 〜3人のレシピ〜（英語版）（2010年、モレ〈シン・ミナ〉）
- モンキー・マジック 孫悟空誕生（2015年、鉄扇公主〈ジョー・チェン〉、ナレーション）
- スノーホワイト/氷の王国（2016年、フレイヤ〈エミリー・ブラント〉[371]）
- ドラゴン・ブレイド（2016年、ムーン〈リン・ポン〉）
- 私の少女時代-OUR TIMES-（2016年、タオ・ミンミン〈デヴィ・チェン〉）
- パワーレンジャー（2017年、トリニー / イエローレンジャー（英語版）〈ベッキー・G〉[372]）
- ナイト・オブ・シャドー 魔法拳（2020年、鏡の妖魔〈リン・ポン〉[373]）
- スーパーティーチャー 熱血格闘（2020年、リョン先生〈ジョー・チェン〉[374]）
- 世界にひとつの金メダル（2021年、ナディア〈マリナ・ハンズ〉[375]）※BSテレ東版
- ザ・スーサイド・スクワッド “極”悪党、集結（2021年、エミリア・ハーコート〈ジェニファー・ホランド〉[376]）
- 007/ノー・タイム・トゥ・ダイ（2021年、パロマ〈アナ・デ・アルマス〉[377]）
- マトリックス レザレクションズ（2021年、サティー〈プリヤンカー・チョープラー・ジョナス〉[378]）
- ブロンド（2022年、ノーマ・ジーン〈アナ・デ・アルマス〉[379]）
- ブラックアダム（2022年、エミリア・ハーコート〈ジェニファー・ホランド〉[380]）
- シャザム!〜神々の怒り〜（2023年、エミリア・ハーコート〈ジェニファー・ホランド〉[381]）
- シング・フォー・ミー、ライル（2023年、ミセス・プリム〈コンスタンス・ウー〉[382]）
- マエストロ: その音楽と愛と（2023年、フェリシア・モンテアレグレ〈キャリー・マリガン〉）
- オペレーション・ナポレオン ナチスの陰謀（2024年、クリスティン〈ヴィヴィアン・オラフスドッティル〉[383]）

#### ドラマ（吹き替え）
- イタズラなKiss
  - イタズラなKiss〜惡作劇之吻〜（2006年 - 2007年、袁湘琴〈アリエル・リン〉）
  - イタズラなKiss〜惡作劇2吻〜（2008年、袁湘琴〈アリエル・リン〉）
  - イタズラなKiss〜Playful Kiss（2011年、オ・ハニ〈チョン・ソミン〉）
  - イタズラなKiss〜Miss in Kiss（2017年 - 2018年、向月琴〈エスター・ウー〉）
- 私たち結婚できるかな?（2013年、チョン・ヘユン〈チョン・ソミン〉）
- 蘭陵王（2014年、楊雪舞〈アリエル・リン〉）
- ピースメイカー（2022年、エミリア・ハーコート〈ジェニファー・ホランド〉[384]）
- NCIS: ハワイ（2022年 - 、ジェーン・テナント〈ヴァネッサ・ラシェイ〉[385]）

#### アニメ（吹き替え）
- イウォーク物語（2005年、ニペット、アーシャ）※DVD版
- SING/シング（2017年、ベティ[386]）
- DCスーパーヒーロー・ガールズ（2020年、カレン / バンブルビー[387]）
- NETFLIXオリジナルアニメシリーズ「ドラゴンズドグマ」（2020年、ハンナ[388]）
- 麻辣女配（2020年、シャオ[389][390]）
- ホワット・イフ...?（2021年、キャロル・ダンヴァース / キャプテン・マーベル[391]）
- この恋で鼻血を止めて（2025年、イーコン[初出 7]）

### 特撮
- ボイスラッガー（1999年、南弘美）
- ゼブラーマン -ゼブラシティの逆襲- （2010年、エイリアンの声）
- 仮面ライダー×スーパー戦隊×宇宙刑事 スーパーヒーロー大戦Z（2013年、サイコロンの声）[392]
- 爆上戦隊ブンブンジャー（2024年 - 2025年、イターシャの声[初出 1]）[393]、セーラとラビニアの声[394]

### ナレーション
時期不明
- セガトイズの次世代家庭用プラネタリウム「ホームスター earth theater」専用コンテンツ「地球の夜空」、「はやぶさの旅」
- シャーペイのファビュラス・アドベンチャー PV
- ハイポネックスジャパン 店頭CM
- リロ・アンド・スティッチ CM

2000年代
- バジリスク 〜甲賀忍法帖〜（2006年6月17日、時代劇専門チャンネル） - 番組告知ナレーション
- ダーウィンの動物大図鑑 はろ〜!あにまる（2008年4月21日〜2009年3月13日、NHK BShi）
- ダーウィンが来た! 〜生きもの新伝説〜（2008年8月24日、NHK BShi） - ゲストナレーション
- 絆探して夫婦旅〜これが世界の円満ルール〜（2008年12月26日、NHK総合）
- 満天☆青空レストラン（2009年4月4日 - 、日本テレビ）
- MUSIC JAPAN（2009年4月 - 2016年4月、NHK総合） - 歌手としての出演は音楽番組を参照
- 24時間テレビ 「愛は地球を救う」（2009年8月30日、日本テレビ）
- ぜんぶウソ（2009年10月3日〜2009年12月26日、日本テレビ）
- ミーアキャットの世界（シーズン4）（2009年10月19日 - 2009年11月30日、アニマル・プラネット・ジャパン）[395]

2010年代前半
- マイントピア別子（2010年 - 、鉱山鉄道アナウンス 親善大使も担当）
- 蹴者のHEART 〜J.LEAGUE STORY〜（2010年2月 - 同年3月、TBS）
- トリハダ（秘）スクープ映像100科ジテン（2010年3月25日、テレビ朝日）
- アテレコ〜テレビの黄金時代を創った『吹き替え』50年〜（2010年3月27日、ヒストリーチャンネル）
- 実践！エコファイル 〜親子で毎日エコ曜日〜（2010年3月29日・30日、BS日テレ）
- アニマルプラネット（2010年4月 - 、アニマル・プラネット・ジャパン） - 番組宣伝ナレーター担当
  - アニマルプラネット「かわいい！3黒猫と茶トラ猫」（2015年9月、アニマル・プラネット・ジャパン）
- ホリケンの感動新体験 どうぶつスクープ王国（2010年5月22日、TBS）
- 2010FIFAワールドカップDAILY（2010年6月16日、TBS）
- なか卯 店頭CM（2010年9月 - ）
- ザ・ドキュメンタリー「私は野球がしたい〜女子プロ野球 梅本由紀〜」（2010年9月25日、テレビ大阪・テレビ東京）[396]
- ドキュメント20min.（2010年10月10日、NHK総合）[397]
- 金曜ロードショー（2010年10月22日、日本テレビ） - 予告編ナレーション
- MJ presents 密着！Perfume ドーム5万人ライブへの挑戦（2010年12月30日、NHK総合）
- 全天周プラネタリウム番組「スターリーテイルズ -星座は時をこえて-」（2011年3月19日にコニカミノルタプラネタリウム満天 in Sunshine cityで初投映、その後飛騨プラネタリウムほか全国のプラネタリウムで投映[398]）[399]、KAGAYA Studio）
- 特別展 「手塚治虫のブッダ展」（2011年4月26日 - 6月26日、東京国立博物館本館特別5室） - 音声ガイドナレーション[400]
- MJ presents 少女時代スペシャル（2011年6月8日、NHK総合）
- 24時間テレビ34「愛は地球を救う」（2011年8月20日、日本テレビ） - 陸前高田市太鼓ドキュメントコーナーのナレーション
- MJ presents K-POP スペシャル（2011年9月25日・2012年6月15日、NHK総合）
- MJ presents 東方神起スペシャル2011（2011年10月9日、NHK総合）
- MJ presents KARA スペシャル（2011年11月17日、NHK総合）
- NTT西日本コミュニケーション大賞（2011年、第8回迄の歴代グランプリ作品の朗読）
- テレビドラマ『スイッチガール!!』第1期・第2期（2011年 - 2013年、フジテレビTWO）※2シリーズ主題歌も担当[401][402]
- BS世界のドキュメンタリー 発掘アジアドキュメンタリー「ネットで売ります 私の人生 〜北京〜」（2012年2月13日、NHK BS1）
- 「感動地球スペシャル」チーターよ大地を駆けろ! 〜伊藤淳史の南アフリカ感動体験〜（2012年3月4日、フジテレビ系）[403]
- MUSIC JAPAN ANNEX（2012年3月24日・2013年10月30日、NHK総合）
- プラネタリウム番組「生命の軌跡－宇宙との絆－」（2012年3月24日より佐賀県立宇宙科学館のゆめぎんがプラネタリウムで投映中）
- あにまるワンだ〜（2012年4月2日、NHK BSプレミアム） - ナレーション / ワンダロー役 / エンディングテーマ 担当[404]
- AAAのショークワイアやろうぜ！（2012年8月18日、NHK総合）[405]
- ノンフィクションW フランスアニメが世界を獲る日 〜小さな街が生んだ奇跡のCG学校〜（2012年8月31日、WOWOWプライム）
- かわいい！（2012年11月1日、アニマル・プラネット）
- BBC EARTH 2012 ハウ・ネイチャー・ワークス つながるいのち（2012年12月8日、WOWOWプライム）
- かわいい！2（2013年4月17日 - 、アニマル・プラネット）
- 全天周プラネタリウム番組「アースシンフォニー -光と水が奏でる空の物語-」（2013年4月27日に愛媛県総合科学博物館で初投映、その後全国のプラネタリウムで投映[406][407]、KAGAYA Studio）
- プラネタリウム番組「〜花鳥風月〜 星ごよみ」（2013年6月22日よりコニカミノルタプラネタリウム天空 in 東京スカイツリータウンで投映）
- 大恋愛II（2013年9月27日、愛媛朝日テレビ）
- MJ presents Perfume×Technology（2013年10月12日、NHK総合）
- 小さなレーサーたちの挑戦！〜ストライダーで育む ココロ・カラダ・キズナ〜（2013年12月23日、青森朝日放送他）
- eatアナウンサーSP2014 愛媛の"頂"いただきま〜す！（2014年1月2日、愛媛朝日テレビ）
- News every.特集コーナー 「トキノヒト」（2014年1月8日・1月22日、日本テレビ）
- チキュウノハテ 〜星降る砂漠と幻の花園・南米大陸へ〜（2014年1月25日、TBS系）
- ソチオリンピック2014「生中継！櫻井翔＆荒川静香 メダル大予想SP」（2014年2月6日、日本テレビ）
- かわいい！3（2014年2月8日 - 、アニマル・プラネット）
- ギャラクシティ大型映像番組（プラネタリウム）「アースシンフォニー〜光と水が奏でる空の物語〜」（2014年2月22日 - ）
- MJ presents ワン・ダイレクション ストーリー（2014年3月4日、NHK BSプレミアム）[408]
- 24時間テレビ「愛は地球を救う」（2014年8月31日、日本テレビ） - イモトアヤコ&いとうあさこ被災地の子どもと影絵のコーナーのナレーション

2010年代後半
- 着信御礼!ケータイ大喜利（2015年2月15日、NHK総合）
- 報道ステーション SUNDAY（2015年2月22日、テレビ朝日）
- 東北ハイブリッドスイーツ工房（2015年11月28日、青森放送他）
- 若き音楽家たちの挑戦〜ドキュメント第84回日本音楽コンクール（2015年12月5日、NHK Eテレ）[409]
- その原因、Xにあり!（2016年3月29日・2016年10月28日 - 2017年9月29日[410]、フジテレビ）[411]
- 氷の女王・水樹奈々が完全ナビゲート!映画『スノーホワイト/氷の王国』公開記念SP（2016年5月29日、ムービープラス・フジテレビ）[412]
- ありえへん∞世界（2016年6月28日・2016年10月4日・2017年9月19日・2018年3月20日・2018年4月17日・2018年11月11日・2019年4月2日・2019年4月16日・2019年12月24日、テレビ東京） - ボイスオーバー出演
- NHKのど自慢チャンピオン大会 2018（2018年3月3日、NHK総合）
- 朝ごはんの現場（2018年6月14日 - 6月20日、NHKニュースおはよう日本のコーナー、NHK総合）
- 24時間テレビ41「愛は地球を救う」（2018年8月26日、日本テレビ） - YOSHIKIと盲目の天才ドラム少年 武道館で夢をかなえる生セッションのコーナーのナレーション
- 超スゴ!自衛隊の裏側ぜ〜んぶ見せちゃいます!陸・海・空!自衛隊の裏側テレビ初公開連発SP!（2018年1月14日、テレビ東京）[413]
- 「八甲田山」＜4Kデジタルリマスター版＞放送記念 フィルム・ミーツ・デジタル（2018年11月21日、日本映画専門チャンネル・時代劇専門チャンネル）
- イマドキ親子の事件簿（2019年1月2日、毎日放送）
- NHKのど自慢チャンピオン大会 2019（2019年3月2日、NHK総合）
- OB vs 現役 プロ野球好珍バトル2019春（2019年3月15日、日本テレビ系）[414]
- 超スゴ!自衛隊の裏側ぜ〜んぶ見せちゃいます!2（2019年9月15日、テレビ東京）[415]
- ミラクルトラベル 熱狂の1964東京へ（2019年11月4日、NHK総合）[416]
- BS1スペシャル「最速に挑む!ホンダF1はなぜ勝てたのか」（2019年11月4日、NHK BS1）[417]
- この家住めば都ですか?（2019年11月24日、フジテレビ）
- 時事ネタ王2019 ニュースVS芸人（2019年12月23日、NHK総合）[418]

2020年代
- 1泊2日で九州縦断!観光列車Qツアー（2020年2月15日、日本テレビ系）
- 第43回日本アカデミー賞授賞式（2020年3月6日、日本テレビ系）
- ワールド極限ミステリー★神木隆之介も衝撃の逆転裁判★新撮!天才ネコが飼い主㊙救出（2020年3月6日、TBS）
- Disney+オリジナルドラマシリーズ『ミズ・マーベル』CM（2022年6月2日）[419]
- えひめの愛顔発信 #ひめ推し（2023年4月2日 - 、南海放送）

ナレーションDVD
- はろ〜!あにまる きょうのかわいい! プリティBOX（2009年6月17日）
- スターリーテールズ 星座は時をこえて（2011年12月3日）

### 映画
- イタズラなKiss THE MOVIE Part1 ハイスクール編（2016年、声の出演〈友情出演〉[420]）
  - イタズラなKiss THE MOVIE Part3 プロポーズ編（コトリン〈声の出演〉）
- その声のあなたへ（2022年[421]）

### テレビ

#### ドラマ
- 闇のパープル・アイ 第4話（1996年）
- REPLAY & DESTROY 第5話（2015年） -  Miss.メロディ三枝（声のみ）
- おばけずかん（2020年） - ボーニャン（声の出演）
- 東京犬ラブストーリー（2023年） - マリー（声のみ[422]）
- べらぼう〜蔦重栄華乃夢噺〜（2025年） - 智恵内子[63]

#### 音楽番組
『MUSIC JAPAN』についてはゲスト（扱い）の出演・歌唱曲を記載。※印の番組は生放送での出演を示す。
- HEY!HEY!HEY! MUSIC CHAMP（フジテレビ：2005年10月31日・2006年11月27日、ゲスト/歌唱なし）
- 音流〜On Ryu〜（テレビ東京：2006年5月5日・2009年11月17日、ゲスト/歌唱なし）
- MusiG（日本テレビ：2007年5月7日、ゲスト/「川の流れのように」（出演者全員歌唱））
- 音楽戦士 MUSIC FIGHTER（日本テレビ：2008年10月10日、ゲスト/「Trickster」）
- MUSIC JAPAN（NHK総合/NHKホール）
  - 2009年
    - 2月5日/「深愛」
    - 4月12日/「ETERNAL BLAZE」
    - 6月7日/「悦楽カメリア」
    - 11月1日/「夢幻」

  - 2010年
    - 2月14日/「Silent Bible」
    - 6月13日/「また君に恋してる」（坂本冬美との共演）※
    - 7月4日/「ミュステリオン」[注 32]
    - 10月17日/「笑顔の行方」（稲垣潤一との共演）

  - 2011年
    - 4月10日/「POP MASTER」[注 33]
    - 5月1日/「SCARLET KNIGHT」[注 34]
    - 8月7日/「純潔パラドックス」[注 35]
    - 11月27日/「ROMANCERS' NEO」[注 36]

  - 2012年
    - 1月15日/「Synchrogazer」[注 37]
    - 6月10日/「METRO BAROQUE」
    - 7月22日/「BRIGHT STREAM」
    - 12月16日/「Lovely Fruit」

  - 2013年
    - 5月16日/「Preserved Roses」（T.M.Revolutionとの共演）
    - 8月1日/「Vitalization」
    - 10月24日/「革命デュアリズム」（T.M.Revolutionとの共演）

  - 2014年
    - 4月21日/「Ladyspiker」、「愛の星」
    - 10月13日/「禁断のレジスタンス」[注 38]

  - 2015年
    - 1月19日/「エデン」
    - 4月20日/「Angel Blossom」
    - 7月27日/「Exterminate」
    - 11月9日/「Never Let Go」

  - 2016年
    - 4月4日/「Exterminate」、「深愛」[注 39]
- MUSIC JAPAN 特別番組（NHK総合・BS2・BSプレミアム）
  - 新世紀アニソンSPシリーズ
    - 新世紀アニソンSP（総合：2009年8月16日/「DISCOTHEQUE」、「Pray」）
    - 新世紀アニソンSP 完全版（BS2：2009年8月24日/「DISCOTHEQUE」、「残光のガイア」、「Pray」）
    - 新世紀アニソンSP 完全版MAX（総合：2009年10月17日/「DISCOTHEQUE」、「残光のガイア」、「Pray」）
    - 新世紀アニソンSP.2（総合：2010年1月10日/「PHANTOM MINDS」）
    - 新世紀アニソンSP.2 完全版（BS2：2010年2月13日 総合：3月8日/「BRAVE PHOENIX」、「SUPER GENERATION」、「PHANTOM MINDS」）
    - 新世紀アニソンSP.3（総合：2010年8月8日/「innocent starter」、「Little Wish 〜lyrical step〜」（田村ゆかりとの共演）、「Don’t be long」）
    - 新世紀アニソンSP.3 完全版（BS2：2010年10月29日 総合：11月9日/「innocent starter」、「Little Wish 〜lyrical step〜」（田村ゆかりとの共演）、「恋の抑止力 -type EXCITER-」、「Don’t be long」）
    - 新世紀アニソンSP.4（総合：2011年1月16日/「十字架のスプレッド」）
    - 新世紀アニソンSP.4完全版（BS2：2011年3月6日 総合：6月4日/「ETERNAL BLAZE」、「ダイアモンド クレバス」、「十字架のスプレッド」（May'nとの共演・歌唱）、「NEXT ARCADIA」）

  - 紅白スペシャル!（総合：2009年11月29日）
  - 春うた2010（総合：2010年3月27日/「夜桜お七（カバー）」、「POWER GATE」[注 40]）※
  - SPECIAL 2011 春まつり（総合：2011年4月2日/「New Sensation」、「赤いスイートピー」）
  - MJ presents 密着！水樹奈々 ドームライブの作り方（総合：2012年1月21日）
  - MJ presents 水樹奈々 in のど自慢（総合：2012年12月24日）
  - MJ presents 水樹奈々 in ASIA（総合：2013年12月30日）
  - MJ presents 祝15周年!水樹奈々77分生放送スペシャル!LIVE（BSプレミアム：2015年12月6日/「ETERNAL BLAZE」、「New Sensation」、「エゴアイディール」、「POP MASTER」、「Necessary」（宮野真守との共演）、「Don't be long」（奥井雅美との共演）、「innocent starter」、「想い」、「エデン」）※
    - MJ presents 祝15周年!水樹奈々77分生放送スペシャル!完全版（BSプレミアム：2016年2月7日/追加楽曲：「Tears' Night」）
- ウエンズデー J-POP（NHK-BS2）
  - 2009年6月3日/「Astrogation」、「MARIA&JOKER」[注 41]※
  - 2010年7月7日/「NEXT ARCADIA」、「Justice to Believe」、「Silent Bible」、「ETERNAL BLAZE」、「7月7日」※
- ザ・ミュージックアワー（TBS：2010年7月20日、ゲスト/「ミュステリオン」）
- MUSIC FAIR（フジテレビ）
  - 2010年10月2日/「笑顔の行方」（稲垣潤一との共演）
  - 2012年
    - 3月3日 - 4月7日（2400回記念コンサート）
      - 3月3日/「MUSIC FAIR テーマ曲」「さとうきび畑」（出演歌手全員歌唱）
      - 3月10日/「真赤な太陽」（郷ひろみ・さだまさし・ゴスペラーズ・平原綾香との共演）、「Hey和」（出演歌手全員歌唱）
      - 3月17日/「関白失脚」（出演歌手全員歌唱）
      - 3月24日/「深愛」（郷ひろみとの共演・歌唱）、「林檎の花」（出演歌手全員歌唱）
      - 3月31日/「Jupiter」（平原綾香との共演・歌唱）、「案山子」（出演歌手全員歌唱）
      - 4月7日/特別編 総集編・未公開映像集

    - 6月9日/「METRO BAROQUE」
    - 6月16日/「DISCOTHEQUE」（渡辺麻友との共演）
    - 12月8日/「津軽海峡・冬景色」（E-girlsとの共演）、「Lovely Fruit」
    - 12月15日/「Pearl-White Eve」（E-girlsとの共演）

  - 2013年
    - 5月11日/「I LOVE YOU」（堂本剛との共演）、「Preserved Roses」（T.M.Revolutionとの共演）
    - 10月26日/「革命デュアリズム」（T.M.Revolutionとの共演）
    - 11月2日/「WHITE BREATH」（T.M.Revolutionとの共演）
    - 11月9日/「Always」（西野カナとの共演）

  - 2014年
    - 4月5日/「MUGO・ん…色っぽい」（工藤静香との共演）
    - 4月12日/「Fun Fun★People」
    - 10月11日/「禁断のレジスタンス」、「夜空の星」（加山雄三との共演）

  - 2015年4月25日/「二重唱（デュエット）」（岩崎宏美との共演）、「Angel Blossom」
  - 2016年
    - 3月5日 - 26日（2600回記念コンサート）
      - 3月5日/「MUSIC FAIR テーマ曲」（出演歌手全員歌唱）、「この広い野原いっぱい」（森山良子・谷村新司・さだまさし・ゴスペラーズ・JUJUとの共演）
      - 3月12日/「深愛」（森山良子との共演）、「栄光の架橋」（出演歌手全員歌唱）
      - 3月19日/「いい日旅立ち」（谷村新司・宮本笑里との共演歌唱）、「You Raise Me Up」（女性出演者全員歌唱）
      - 3月26日/「愛燦燦」（クリス・ハートとの共演歌唱）、「風に立つライオン」（出演歌手全員歌唱）

    - 7月16日/「Hey! みんな元気かい?」（KinKi Kids・藤井フミヤ・ゴスペラーズとの共演）、「STARTING NOW！」

  - 2017年7月8日/「キャロル・キング名曲メドレー」（The Loco-Motion・Will You Love Me Tomorrow・One Fine Day・It's Too Late・(You Make Me Feel Like) A Natural Woman・You've Got a Friend）・「Beautiful」（いずれも平原綾香との共演）
  - 2018年
    - 1月6日/「ミッドナイト・シャッフル」（近藤真彦・LiSAとの共演）、「粋恋」
    - 1月20日/「笑って許して」（和田アキ子・JUJUとの共演）

  - 2019年
    - 12月7日/「憂鬱な空が好きなんだ」（KinKi Kids・加藤ミリヤとの共演）

  - 2020年
    - 3月7日 - 28日（2800回記念コンサート）
      - 3月7日/「MUSIC FAIR テーマ曲」（出演歌手全員歌唱）、「ECHO」（Little Glee Monsterとの共演）
      - 3月21日/「絶対的幸福論」（NEWSとの共演）
      - 3月28日/「MUSIC FAIR テーマ曲」（出演歌手全員歌唱）
- Billboard JAPAN MUSIC AWARDS 2010（フジテレビNEXT：2011年2月6日/「PHANTOM MINDS」、「深愛」）※
- 水樹奈々 Live at さいたまスーパーアリーナ〜NANA MIZUKI LIVE JOURNEY 2011〜（フジテレビNEXT：2011年8月19日）
- カミスン!（TBS）
  - 2011年8月1日（ゲスト/「純潔パラドックス」）※
  - 2012年1月16日（ゲスト/「Synchrogazer」）[注 42]※
- NANA MIZUKI LIVE HISTORY（MUSIC ON! TV：2011年10月20日）
- 僕らの音楽（フジテレビ）
  - 2012年2月3日（ゲスト/「Love Brick」、「終りなき旅」（平原綾香との共演））
  - 2013年11月15日（ゲスト/「Preserved Roses」「革命デュアリズム」（T.M.Revolutionとの共演）、「ETERNAL WIND」（西川・森口博子との共演））
  - 2014年4月25日（ゲスト/「愛の星」、「川の流れのように」）
  - 2014年6月20日（ゲスト/「愛の星」）
- あたしの音楽（フジテレビNEXT：2014年11月15日/「禁断のレジスタンス」、「壊れかけのRadio」（徳永英明との共演））
- Billboard JAPAN MUSIC AWARDS 2011（テレビ大阪・テレビ東京系：2012年3月3日）
- GIRLS'FACTORY（フジテレビONE）
  - 2012年2月26日/「Love Brick」、「SUPER GENERATION」、「Synchrogazer」
  - 2012年3月18日/「ETERNAL BLAZE」、「POP MASTER」、「POWER GATE」
  - 2012年6月10日/「Young Alive!」、「DISCOTHEQUE」、「METRO BAROQUE」、「suddenly〜巡り合えて〜」、「Orchestral Fantasia」、「NEXT ARCADIA」
  - 2014年8月18日/「Justice to Believe」、「Pray」、「純潔パラドックス」、「アパッショナート」、「Astrogation」、「Love Brick」、「SUPER GENERATION」
- FNSうたの夏まつり（フジテレビ）
  - 2012 FNSうたの夏まつり（2012年8月8日/「ETERNAL BLAZE」、「DISCOTHEQUE」（渡辺麻友との共演））※
  - 2013 FNSうたの夏まつり（2013年7月31日/「ふたりの愛ランド」（T.M.Revolutionとの共演）、「夏の扉」（中川翔子との共演）、「タッチ」（岩崎良美との共演）、「Preserved Roses」（T.M.Revolution、小室哲哉、浅倉大介との共演）、「Jupiter」（平原綾香との共演））※
  - 2014 FNSうたの夏まつり（2014年8月13日/「DESIRE -情熱-」（デーモン閣下との共演）、「夢を信じて」（徳永英明との共演）、「蒼い星くず」（加山雄三との共演））※
  - 2016 FNSうたの夏まつり 〜海の日スペシャル〜（2016年7月18日/「POP MASTER」、「STARTING NOW!」、「渋谷で5時」（鈴木雅之との共演）、「FREEDOM」（小室哲哉、マーク・パンサー、小柳ゆき、島袋寛子、平原綾香との共演）、「survival dAnce 〜no no cry more〜」（TRF、小室哲哉、家入レオ、chay、島袋寛子、小柳ゆき、マーク・パンサー、平原綾香、鈴木亜美、西内まりや、ふわふわ、華原朋美との共演）、「RIDE ON TIME」（新妻聖子、さかいゆうとの共演））※
- NHKのど自慢（NHK）
  - 2012年11月4日/西予市宇和文化会館（ゲスト/「BRIGHT STREAM」）※
  - 2013年10月27日/花巻市文化会館（ゲスト/「愛の星」）※
  - 2014年11月30日/備前市総合運動公園体育館（ゲスト/「BLUE」）※
  - 2015年11月1日/三豊市文化会館マリンウェーブ（ゲスト/「コイウタ。」）※
  - 2016年4月24日（総合・ラジオ第一松山局エリア）・5月4日（総合・北海道除く全国）・5月7日（総合・北海道エリア）[注 43]/新居浜市市民文化センター（ゲスト/「Pray」）
  - 2017年10月8日/京田辺市田辺中央体育館（ゲスト/「Destiny's Prelude」）※
  - 2018年11月4日/大垣市民会館（ゲスト/「NEVER SURRENDER」）※
  - 2019年12月1日/日立市民会館（ゲスト/「ALL FOR LOVE」）※
- アニソンのど自慢G 第1回（NHK BSプレミアム：2014年12月27日/『innocent starter』）
- NHKのど自慢チャンピオン大会2015（NHK総合：2015年2月28日/『エデン』）※
- 水樹奈々in新居浜 のど自慢延長戦（NHK総合四国エリア：2016年5月15日）
- 音楽熱帯夜「水樹奈々 LIVE UNION 2012」（NHK BSプレミアム：2012年11月24日）
- FNS歌謡祭（フジテレビ）
  - 2012 FNS歌謡祭（2012年12月5日/「秋桜」（さだまさしとの共演）、「夢見る少女じゃいられない」（相川七瀬との共演））※
  - 2013 FNS歌謡祭（2013年12月4日/「Always」（西野カナ、末延麻裕子との共演）、「WHITE BREATH」（T.M.Revolution、浅倉大介との共演））※
  - 2015 FNS歌謡祭（2015年12月2日/「AMBITIOUS JAPAN!」（出演歌手全員での歌唱）、「あの鐘を鳴らすのはあなた」（和田アキ子、横山剣との共演）、「We Wish You A Merry Christmas」（西野カナ、ゴスペラーズとの共演）、「やさしさで溢れるように」（JUJUとの共演））※
  - 2016 FNS歌謡祭※
    - 2016年12月7日/「黄昏のビギン」（さだまさしとの共演）、「あなただけ見つめてる」（大黒摩季、chayとの共演）、「ら・ら・ら」（大黒摩季、華原朋美、新妻聖子、chayとの共演）
    - 2016年12月14日/「ALL Want For Christmas Is You」(西内まりや・Crystal Kay・Sexy Zoneとの共演・歌唱）、「We Wish You a Merry Christmas」（KinKi Kids、Hey!Say!JUMP、Sexy Zone、A.B.C-Z、ジャニーズWEST、ふわふわ、西内まりや、Crystal Kay、綾小路翔、DAIGO、Ms.OOJA、クリス・ハート、Little Glee Monster、大原櫻子との共演・歌唱）、「STAND UP!」

  - 2017 FNS歌謡祭（2017年12月13日/「TESTAMENT」、「残酷な天使のテーゼ」（高橋洋子との共演））※
- 音楽の日（TBS）
  - 2013年6月29日・6月30日/「Preserved Roses」（T.M.Revolutionとの共演）※
  - 2017年7月15日・7月16日/「BRIGHT STREAM」、「TESTAMENT」※
- オンガクジェネレーション（NHK総合：2013年10月25日/「Preserved Roses」（T.M.Revolutionとの共演）、「ETERNAL BLAZE」、「河内おとこ節」、「ignited -イグナイテッド-」、「HEART OF SWORD〜夜明け前〜」、「深愛」、「革命デュアリズム」（T.M.Revolutionとの共演））
- ミュージックドラゴン（日本テレビ）
  - 2013年10月25日/「革命デュアリズム」（T.M.Revolutionとの共演）
  - 2014年4月18日/「アパッショナート」
- Sound Room（TBS：2013年11月11日/「革命デュアリズム」（T.M.Revolutionとの共演））
- アニメソング史上最大の祭典〜アニメロサマーライブ〜（NHK BSプレミアム）
  - 2013年12月1日 2013 第3夜（「オルフェ」・「SCARLET KNIGHT」（宮野真守との共演）、「BRAVE PHOENIX」、「Synchrogazer」）
  - 2014年12月14日 2014 Vol.5（「Presereved Roses」（T.M.Revolutionとの共演））
  - 2014年12月21日 2014 Vol.6（「恋の抑止力-type EXCITER-」、「BRIGHT STREAM」、「TRANSMIGRATION」（奥井雅美との共演））
  - 2017年12月3日 2017 Vol.3（「TESTAMENT -Aufwachen Form-」、「UNLIMITED BEAT」）
- UTAGE!（TBS）
  - 2014年4月21日/「恋しさと せつなさと 心強さと」
  - 2014年4月28日/「魂のルフラン」、「アパッショナート」
- J-MELO（NHKワールドTV：2014年6月22日）
- COUNT DOWN TV（TBS）
  - レギュラー放送
    - 2013年5月18日/「Preserved Roses」（T.M.Revolutionとの共演）
    - 2013年11月9日/「革命デュアリズム」（T.M.Revolutionとの共演）
    - 2014年10月4日/「禁断のレジスタンス」
    - 2016年12月10日/「絶対的幸福論」
    - 2017年7月22日/「Destiny's Prelude」
    - 2018年1月13日/「HOT BLOOD」
    - 2018年10月27日/「NEVER SURRENDER」
    - 2019年12月7日/「Knock U Down」

  - スペシャル放送
    - 2014年1月1日「年越しプレミアライブ2013→2014」/「Presereved Roses」「革命デュアリズム」（T.M.Revolutionとの共演）、「Vitalization」※
    - 2020年1月1日「年越しプレミアライブ2019→2020」/「DAYBREAKERS」
- 歌謡チャリティーコンサート（NHK総合）
  - 2014年11月25日/「深愛」
  - 2016年4月15日/「ETERNAL BLAZE」
  - 2017年5月2日/「恋は神代の昔から」、「夜桜お七」（坂本冬美との共演）
- We Love Japanese Songs! 2015（NHKワールドTV：2015年1月3日/「DISCOTHEQUE」）
- きくちから（フジテレビNEXT：2015年1月17日）
- NHK歌謡コンサート（NHK総合）
  - 2015年3月3日/「南の花嫁さん」
  - 2015年10月13日/「恋のフーガ」（坂本冬美・平原綾香・Kalafinaとの共演）、「下町の太陽」（坂本冬美との共演）、「天使の誘惑」（Kalafinaとの共演）、「また逢う日まで」（出演歌手全員での歌唱）、「ドラマティック・レイン」（稲垣潤一との共演））
- 水曜歌謡祭（フジテレビ：2015年5月6日/「慟哭」（工藤静香との共演））※
- ミュージックステーション（テレビ朝日）
  - 2015年7月24日/「Exterminate」※
  - 2016年7月22日/「STARTING NOW!」※
- アニソン奇跡の夜 〜KING SUPER LIVE 2015〜（NHK BSプレミアム：2015年9月13日/「Synchrogazer」、「ETERNAL BLAZE」）
- The Covers（NHK BSプレミアム）
  - 2015年11月2日/「セカンド・ラブ」、「悲しき口笛」、「エデン」
  - 2016年7月18日/「LOVE PHANTOM」、「迷い道」、「STARTING NOW!」
- リスアニ!TV（MUSIC ON! TV：2015年11月7日）
- 関ジャム 完全燃SHOW（テレビ朝日：2015年11月22日/「深愛」（関ジャニ∞との共演）、「Glorious Break」）
- 戦後70年 HIBARIフェス!1945 to 2015（NHK BSプレミアム：2015年12月28日/「あの丘越えて」、「悲しき口笛」、「川の流れのように」（出演者全員歌唱））
- 明日へつなげるライブ（NHK総合：2016年5月29日/「BRIGHT STREAM」、「糸」（夏川りみ・沖ちづるとの共演）、「花は咲く」（出演者全員歌唱））
- うたコン（NHK総合）
  - 2016年7月5日/「月がとっても青いから」※
  - 2018年11月13日/「NEVER SURRENDER」、「新妻鏡」（北山たけしとの共演）※
  - 2019年10月22日/「絶体絶命」（石丸幹二、濱田めぐみとの共演）、「こうもりバットはグッドな紳士」※
- 私だけのドリカム THE LIVE in 万博公園（毎日放送：2016年7月29日/「笑顔の行方」）
- MTV SELECT 10:水樹奈々（MTVジャパン：2016年9月24日/歌唱なし）
- 水樹奈々 Live Selection（MTVジャパン）
  - 水樹奈々 Live Selection #1（2016年10月17日/「ミラクル☆フライト」（LIVE JOURNEY 2011 さいたまスーパーアリーナ）、「POWER GATE」（LIVE CASTLE 2011 -QUEEN'S NIGHT- 東京ドーム）、「NEXT ARCADIA」（LIVE UNION 2012 QVCマリンフィールド）、「VIRGIN CODE」（LIVE FLIGHT 2014 横浜スタジアム）、「Glorious Break」（LIVE GALAXY 2016 東京ドーム））
  - 水樹奈々 Live Selection #2（2016年11月22日/「still in the groove」（LIVE JOURNEY 2011 さいたまスーパーアリーナ）、「Gimmick Game」（LIVE CASTLE 2011 -KING'S NIGHT- 東京ドーム）、「GUILTY」（LIVE FLIGHT 2014 横浜スタジアム）、「Inside of mind」（LIVE ADVENTURE 2015 西武プリンスドーム）、「Take a shot」（LIVE GALAXY 2016 -GENESIS- 東京ドーム））
  - 水樹奈々 Live Selection #3（2016年12月20日/「Astrogation」（LIVE FIGHTER 2008 国立代々木競技場 第一体育館）、「天空のカナリア」（LIVE GRACE 2011 -ORCHESTRA- 横浜アリーナ）、「Synchrogazer」（LIVE UNION 2012 QVCマリンフィールド）、「Vitalization」（LIVE FLIGHT 2014 横浜スタジアム）、「フリースタイル」（LIVE GALAXY 2016 -GENESIS- 東京ドーム））
- 坂崎幸之助のももいろフォーク村NEXT（フジテレビNEXT：2016年12月15日/「DISCOTHEQUE」（佐々木彩夏との共演）、「絶対的幸福論」（ももいろクローバーZとの共演）、「永遠のトリニティー」（高橋みなみ、有安杏果との共演）、「Happy Xmas」（出演者全員歌唱））
- 歌う!SHOW学校（NHK総合：2016年12月20日/「DISCOTHEQUE」、「夜桜お七」）
- MTV Unplugged: Nana Mizuki（MTVジャパン・スカパー!4K総合：2017年1月29日[423]）
  - 水樹奈々のMTV Unpluggedを科学する（BSスカパー!：2017年1月8日）
- NANA MIZUKI LIVE GALAXY 2016（WOWOW）
  - NANA MIZUKI LIVE GALAXY 2016 -GENESIS-（2017年3月18日）
  - NANA MIZUKI LIVE GALAXY 2016 -FRONTIER-（2017年4月23日）
- 水樹奈々 出雲大社御奉納公演〜月花之宴〜（WOWOW：2017年5月7日）
- 洋楽倶楽部 キャロル・キング Live〜名盤『つづれおり』再現ライブ〜 at Hyde Park（NHK BSプレミアム：2017年11月25日）
- 西川貴教の僕らの音楽（フジテレビNEXT：2017年11月30日・2018年1月10日）

##### NHK紅白歌合戦出場歴
| 年度/放送回               | 回 | 曲目                                                                            | 出演順（紅組） | 対戦相手              | 備考 |
| ------------------------- | -- | ------------------------------------------------------------------------------- | -------------- | --------------------- | --- |
| 2009年（平成21年）/第60回 | 初 | 深愛                                                                            | 6/25           | FUNKY MONKEY BABYS    | デジタル応援隊としても出演 |
| 2010年（平成20年）/第61回 | 2  | PHANTOM MINDS                                                                   | 11/22          | L'Arc〜en〜Ciel       | ・紅白応援隊としても出演 ・キャラクター紅白歌合戦にて 「Alright! ハートキャッチプリキュア!」を 板野友美・前田敦子・大島優子と歌唱 ・この年から第63回までの番組マスコット 「ウタ♪ウッキー」の声優を担当 |
| 2011年（平成23年）/第62回 | 3  | POP MASTER                                                                      | 7/26           | ポルノグラフィティ    | [ 注 44 ] |
| 2012年（平成24年）/第63回 | 4  | BRIGHT STREAM                                                                   | 10/25          | 三代目J Soul Brothers | |
| 2013年（平成25年）/第64回 | 5  | -革命2013- 紅白スペシャルコラボレーション （Preserved Roses・革命デュアリズム） | -              | -                     | T.M.Revolutionとの合同出演 |
| 2014年（平成26年）/第65回 | 6  | 紅白2014スペシャルコラボレーション （禁断のレジスタンス・Preserved Roses）      | -              | -                     | T.M.Revolutionとの合同出演 禁断のレジスタンスのみ単独歌唱 |

#### ドキュメンタリー
- 水樹奈々 eternal voice 〜君がくれた夏〜（TBSチャンネル：2006年10月29日）
- 水樹奈々 seven pieces 〜NANA MIZUKI LIVE JOURNEY 2011 side-B〜（フジテレビNEXT：2011年5月19日・6月16日・7月21日・8月19日）
- なつのカケラ〜水樹奈々 2013夏の出来事（フジテレビNEXT：2013年10月5日・11月17日）
- Entertainment Nippon（NHKワールドTV：2015年4月4日）

#### バラエティ番組
- 極・声優的京都（京都チャンネル 2002年9月6日 - 27日）
- 番宣部長（AT-X）
- なまらお茶の間バラエティ マリモリーン!（北海道放送/マリー）
- MAG・ネット 〜マンガ・アニメ・ゲームのゲンバ〜（NHK BS2：2010年6月13日、NHK BShi：同年6月18日・23日）
- 今夜も生でさだまさしスペシャル（NHK総合）
  - いつでも夢を!朝まで生で音楽会（2013年3月31日/「深愛」、「秋桜」（さだまさしとのコラボレーション））
  - 日本一周達成大感謝祭（2015年3月29日/「愛の星」）
  - 朝まで生で文化祭（2017年3月25日/「絶対的幸福論」）
- SMAP×SMAP（フジテレビ：2015年1月26日「S-Live」/「ETERNAL BLAZE」「エデン」（SMAPとの共演））
- Let's天才てれびくん_(NHK教育：2015年10月19日 - 22日) 愛媛どちゃもん・みぽんひめ 役
- 上坂すみれのヤバい○○（TOKYO MX・BS11：2017年4月15日・22日）
- 満天☆青空レストラン（日本テレビ：2023年5月6日）- ナレーションを担当している番組にゲストとして初出演。

#### 情報番組
- めざましテレビ（フジテレビ）
- スッキリ!!（日本テレビ）
- アニマゲー（毎日放送ほか）
  - 2015年1月25日「松井玲奈×水樹奈々 夢の初対談!」
  - 2015年2月8日 特別編「CROSS〜水樹奈々×松井玲奈〜」(1月25日放送の松井玲奈対談の拡大版)
- news every.（日本テレビ：一部特集コーナーナレーション）[424]

#### 教養
- あにまるワンだ〜（NHK BSプレミアム）[425]
- 歴史秘話ヒストリア（NHK総合：2015年6月10日）持統天皇役（声のみ）[426]

#### トーク番組
- アニメぱらだいす!（キッズステーション：1998年10月19日、12月30日、2001年11月27日、2003年5月26日、2008年5月5日、2009年5月25日）

#### スポーツ番組
- ぷちトラ! (新・甲子園を100倍楽しむ方法!、六甲おろしを100倍楽しく歌う方法!（GAORA：2009年、ナビゲーター）
- 第72回国民体育大会〜愛顔（えがお）つなぐえひめ国体〜総合開会式 県民参加創作プログラム(NHK Eテレ松山局エリア：2017年9月30日)※

#### CM
- ドワンゴ
  - イロメロミックス（出演/CMソング担当 2003年）
  - animeloLIVE!（出演/CMソング担当 2014年）
- 尾崎商事「カンコー学生服」（出演なし/CMソング担当）
- ロート製薬
  - 「ロートZiシリーズ」（出演）
  - 「ボディベール」潤いアロマ
- 日産自動車「PURE DRIVE」ECOCAR FACTORY編・マーチ編・セレナ編（ナレーション担当）
- ロッテチョコレート「冬の淡雪」（出演/「みずき なな」名義で挿入歌も担当）
- ウフコーポレーション（声のみの出演）
- 愛媛銀行（出演/CMソング担当）
- なか卯（出演/CMソング担当）
  - 「うなまぶし2015」（2015年6月）[427]
  - 「牛すき焼き鍋膳」（2015年11月）[428]
  - 「鴨そば」（2015年12月）[429]
  - 「うなまぶし2016」（2016年6月）[430]
  - 「親子丼リニューアル」（2017年7月）[431]
- タマホーム
  - 「ハッピーソング 水樹奈々篇」（2019年3月）（出演/挿入歌担当）
  - 「ハッピーソング 水樹奈々アニメ篇」（2019年4月）（声の出演/挿入歌担当）
- ACジャパン（2021年度中四国地域キャンペーン「いのちを守る切り札」でナレーションを担当）
- 伊藤園
  - 「お〜いお茶「お〜いオオタニサン！」篇」（2025年1月）（ナレーションを担当）[432]

### ラジオ
※はインターネット配信。
1990年代
- 週刊アニメージュ 飯塚雅弓のまだまだ日曜日だよ！（1997年 - 1998年、文化放送）
- 飯塚雅弓のいたいのとんでけ!（1998年 - 1999年、文化放送）
- ずらっと全国だっちゅーの（1998年）

2000年代
- ESアワー ラジヲのおじかん（2000年 - 2003年、東海ラジオ）
- みずたまメモリーズ→みずたま拡大計画→みずたまフレンズ（2001年 - 2002年、ラジオ日本→文化放送）
- シスター・プリンセス〜お兄ちゃんといっしょ（2001年 - 2002年、文化放送系列）
- オレたちもっとやってま〜す月曜日 第2部（2001年 - 2002年、毎日放送）
- オレたちやってま〜す土曜日（2002年 - 2003年、毎日放送）
- 水樹奈々 スマイルギャング（2002年 - 、文化放送・ラジオ大阪・東海ラジオ・九州朝日放送・南海放送・STVラジオ）
- a-FANFAN 水樹奈々 POWER GATE（2002年 - 、USEN※）
- おしゃべりやってまーす火曜日（2003年 - 2006年、K'z Station※）
- オー!NARUTOニッポン→NARUTO Radio 疾風迅雷（2004年 - 2008年、ラジオ大阪・文化放送）※不定期パーソナリティー出演
- ラジリスク〜伊賀忍放送〜（2005年、アニメイトTV※）
- ハガレン放送局（2005年、ラジオ大阪・文化放送）
- 水樹奈々のオールナイトニッポンR（2006年、ニッポン放送系列）
- すいかちゃん放送局（2006年、携帯サイトdwango.jpパケラジ※）
- DARKER THAN BLACK -黒の契約者- インターネット・ラジオ・スペシャル『25番目の星が流れる前に』（2007年、アニメイトTV※）
- 水樹奈々のMの世界（2008年 - 、TOKYO FM・エフエム愛媛）
- 水樹奈々の紅白「歌の力∞無限大」!!!（2009年、第60回NHK紅白歌合戦公式サイト※）

2010年代
- 水樹奈々のSay!You Young（2010年、超!A&G+※）
- MJプレゼンツラジオ水樹奈々（2010年、NHK-FM）
- 水樹奈々のオールナイトニッポンGOLD（2013年、ニッポン放送系列）
- PERSONA5 the Animation Radio“カイトーク！”（2018年、アニメイトタイムズ※）
- 日野ミッドナイトグラフィティ 走れ!歌謡曲（2018年、文化放送系列）
- TOKYO FM スペシャルプログラム RiCE RADiO 〜ほうたれ〜（2019年 - 、TOKYO FM）※不定期MC出演

ラジオドラマ
- SAKURA〜雪月華〜（九十九奈々）
- 美味しいお芝居（2019年）

#### ラジオ・トークCD
- ボイスラジメージュラジオ（2000年）※雑誌ボイスラジメージュVol.2 応募者全員サービス カセットテープ
- 水樹奈々 スマイルギャング 特別版 シャッス!! グレイト・スペシャル・ディスク（2003年4月）※水樹奈々 スマイルギャング 1周年記念! シャッス!!封入
- HAPPY★LESSON DJ CD 5（2003年5月23日）※OVA HAPPY LESSON 第5話封入特典CD
- ドラマCD ラグナロク　ジ・アニメーション アニメイト流通＆通販特典CD 音声ボーナストラック〜テーマトーク・キャストクレジット〜 Ver.1 - 3（2004年）
- 水樹奈々 スマイルギャング 番外編 スマギャン慰安旅行 ちょっとだけ聞かせちゃうぞCD（2004年7月）※水樹奈々 スマイルギャング 2周年記念! シャッス2!!封入
- ラジオDJCD オー!NARUTOニッポン 其の七（2005年1月19日）
- ドラマCD イタズラなKiss スペシャル特典 声優対談CD（2005年）※ドラマCD全4巻連動購入アニメイト特典
- ラジオCD「いちご100% Sweet Café」（2005年7月21日）
- DVD こいこい7 7巻 初回限定版 キャラクターCD“アスカヤヨイ”編（2006年1月27日）
- RADIO DJCD「ハガレン放送局」TAKE 5（2006年2月22日）
- Radio CD 鬼の風水 〜The Invitation〜（2007年1月30日）
- 召喚少女 声優さんのトークCD（2007年12月6日）※ゲームソフト DXパック封入CD
- DARKER THAN BLACK -黒の契約者- SPECIAL CD（2007年12月26日※BD/DVD 6巻 完全生産限定版封入CD
- 鬼の風水 透子 —TOUKO— フリートーク・ノンカット版全員サービスCD（2007年）
- a-FAN FAN X 10th Anniversary Book封入 4人の座談会トーク 特別番組CD（2008年8月6日）
- ラジオCD ロザリオとバンパイア（2008年8月6日）
- DJCD テイルズリング・シンフォニア シリーズ（2008年 - 2011年）
  - DJCD テイルズリング・シンフォニア Comic Market 75 Limited（2008年12月28日）
  - DJCD テイルズリング・シンフォニア Comic Market 77 Limited（2009年12月29日）
  - DJCD テイルズリング・シンフォニア Comic Market 78 Limited（2010年8月13日）
  - DJCD テイルズリング・シンフォニア Comic Market 79 Limited（2010年12月29日）
  - DJCD テイルズリング・シンフォニア Comic Market 80 Limited（2011年8月12日）
- DJCD NARUTO RADIO 疾風迅雷 6（2009年4月22日）
- ラジオCD ロザリオとバンパイア CAPU2（2009年6月24日）
- 癒されBar若本 the CD vol.03（2009年8月28日）
- ドラマCD 勾玉花伝 巫女姫様とさくらの契約 スペシャルキャストトークCD※角川ビーンズ文庫ドラマCD連動購入特典第1弾（2009年）
- DVD テガミバチREVERSE 3巻 初回限定版特典 キャスト座談会CD 〜ハチノス編〜（2011年2月25日）
- テレビアニメーション トリコ ティナのグルメラジオDJ（2011年11月23日）
- テレビアニメーション トリコ ティナのグルメラジオDJ 2（2012年9月26日）
- ラジオCD「クロスアンジュ〜アンジュとタスクのradio〜完全版」（2015年4月22日）※BD/DVD 5巻 期間限定封入特典CD
- PERSONA5 the Animation KAITALK DJCD Vol.1（2019年4月24日）
- a-FANFAN 20th Anniversary Book封入 座談会CD（2019年12月27日）

### デジタルコミック
- VOMIC テガミバチ（2009年、シルベット・スエード）
- VOMIC ロザリオとバンパイア（赤夜萌香）
- BeeTV ユニコ（2013年、ユニコ）※ 携帯電話のBeeTVのBeeマンガでサンリオ・リリカ版ユニコの主役声優

### 舞台
- 座長公演 水樹奈々大いに唄う
  - 歌姫華仕置 疾風の奈々参上（疾風の奈々、2008年10月11日、新宿コマ劇場）
  - 異説龍馬維新伝（坂本龍馬、2010年12月4日、中野サンプラザ）
  - 光圀-meet, come on!-（徳川光圀、2013年3月3日、両国国技館）
  - 新説 桃太郎英雄譚（桃太郎、2016年1月24日、国立代々木競技場第一体育館）
  - シノバズ 〜決戦！すぎた十勇士〜（猿飛佐助、2019年5月5日、幕張メッセ幕張イベントホール）
- ハートキャッチプリキュア!ミュージカルショー（花咲つぼみ / キュアブロッサム（声の出演）、2010年7月 - 2011年）
- ミュージカル『ビューティフル』（キャロル・キング：平原綾香とのダブルキャスト、2017年7月26日 - 8月25日・2020年11月5日 - 28日（再演）、帝国劇場）

### Web
- ハタチ〜オトナビトプロジェクト〜 （2021年1月8日[433]）

### 玩具
- 爆上戦隊ブンブンジャー DXブンブンキラーロボ&DXブンブンデンジャーセット（2024年10月28日）

### その他コンテンツ
- コニカミノルタプラネタリウム満天 in Sunshine city上映プログラム「星のせせらぎ アクアヒーリング」（ナビゲーター、2009年6月20日 - ）
- テクノアライアンス・Microsoft Windows 7 Ultimate 自作応援キャラクター（窓辺ななみ）[434]
- 「Introduction 〜迫リ来ルMONSTER〜」キャラクターボイス（ポルノグラフィティのアルバム『∠TRIGGER』収録）
- 東京国立博物館 特別展「手塚治虫のブッダ展」音声ガイド
- アニメストーリー『果汁グミ Tweet Mystery メグミとタイヨウII 消えたサファイアロマンの謎 / 果汁グミ Tweet Fantasy メグミとタイヨウIII タイムラインワールド』（2012年、メグミ）
- 阪神タイガース 球場内映像「みんなで六甲おろし」[435]
- 温泉むすめ（スクナヒコ）
- しゃべる！アニメ モンスターストライク（アーサー） - LINEスタンプ
- SONGS OF TOKYO（2019年4月21日）
- ローソン限定ネルノダ睡眠の質を向上キャンペーン[436][437]

### その他
- PlayStation 2用ゲーム『解決!オサバキーナ』（2004年、プロデュース、主演）
- テレビアニメ『戦姫絶唱シンフォギアAXZ』（2017年、アルカ・ノイズ原案）

### 映像商品
- SUPER VOICE WORLD 夢と自由とハプニング（2001年12月19日）

## ディスコグラフィ

### タイアップ一覧
ソロで、水樹奈々名義のみ。
| 楽曲                                    | タイアップ                                                                                            | 時期   |
| --------------------------------------- | --- | ------ |
| 冬の淡雪                                | ロッテチョコレート「冬の淡雪」TV-CMソング                                                             | 1999年 |
| 想い                                    | ドラマCD『少年進化論plus』イメージソング                                                              | 2000年 |
| アノネ〜まみむめ☆もがちょ〜             | PS2用ゲーム『まみむめ★もがちょのプリントアワー』主題歌                                                | 2000年 |
| アノネ〜まみむめ☆もがちょ〜             | テレビアニメ『まみむめ★もがちょ』オープニングテーマ                                                   | 2001年 |
| Heaven Knows                            | テレビアニメ『RUN=DIM』エンディングテーマ                                                             | 2001年 |
| The place of happiness                  | PS2用ゲーム『GENERATION OF CHAOS』オープニングテーマ                                                  | 2001年 |
| オルゴールとピアノと                    | DC/PS用ゲーム『Memories Off 2nd』エンディングテーマ                                                   | 2001年 |
| NANA色のように〜Special album version〜 | テレビ朝日『わがまんまキッチン』エンディングテーマ                                                    | 2001年 |
| Birdie,birdie                           | テレビアニメ『七人のナナ』エンディングテーマ                                                          | 2002年 |
| LOVE & HISTORY                          | PS2用ゲーム『GENERATION OF CHAOS Next 〜失われし絆〜』オープニングテーマ                              | 2002年 |
| POWER GATE                              | テレビ大阪『M-VOICE』エンディングテーマ                                                               | 2002年 |
| 未来この星で                            | PS2用ゲーム『夏色の砂時計』エンディングテーマ                                                         | 2002年 |
| 心に咲く花のように                      | GBA用ゲーム『姫騎士物語 -PrincessBlue-』イメージソング                                                | 2002年 |
| Brilliant Star                          | ドラマCD『中年進化論plus』イメージソング                                                              | 2002年 |
| リプレイマシン                          | DC/PS2用ゲーム『想い出にかわる君 〜Memories Off〜』オープニングテーマ                                 | 2002年 |
| New Sensation                           | OZAKI「カンコー学生服」CMソング                                                                       | 2003年 |
| Nocturne                                | OVA『Memories Off 2nd』オープニングテーマ                                                             | 2003年 |
| オルゴールとピアノと -holy style-       | PS2用ゲーム『Memories Off Duet』エンディングテーマ                                                    | 2003年 |
| still in the groove                     | ドワンゴ「いろメロミックス」CMソング                                                                  | 2003年 |
| 恋してる…                               | PS2/Xbox用ゲーム『ビストロ・きゅーぴっと2』オープニングテーマ                                         | 2003年 |
| Drive away dream                        | OVA『夏色の砂時計』オープニングテーマ                                                                 | 2004年 |
| パノラマ-Panorama-                      | PS2用ゲーム『ロスト・アヤ・ソフィア』オープニングテーマ                                               | 2004年 |
| それでも君を想い出すから                | PS2用ゲーム『Memories Off 〜それから〜』オープニングテーマ                                            | 2004年 |
| innocent starter                        | テレビアニメ『魔法少女リリカルなのは』オープニングテーマ                                              | 2004年 |
| Take a shot                             | テレビアニメ『魔法少女リリカルなのは』挿入歌                                                          | 2004年 |
| WILD EYES                               | テレビアニメ『バジリスク 〜甲賀忍法帖〜』エンディングテーマ                                           | 2005年 |
| ヒメムラサキ                            | テレビアニメ『バジリスク 〜甲賀忍法帖〜』エンディングテーマ                                           | 2005年 |
| 76th Star                               | ドラマCD『イタズラなKiss』オープニングテーマ                                                          | 2005年 |
| 「好き！」                              | ドラマCD『イタズラなKiss』エンディングテーマ                                                          | 2005年 |
| ETERNAL BLAZE                           | テレビアニメ『魔法少女リリカルなのはA's』オープニングテーマ                                           | 2005年 |
| BRAVE PHOENIX                           | テレビアニメ『魔法少女リリカルなのはA's』挿入歌                                                       | 2005年 |
| SUPER GENERATION                        | テレビ朝日『やぐちひとり』エンディングテーマ                                                          | 2006年 |
| 光                                      | PS2用ゲーム『闇夜にささやく〜探偵 相楽恭一郎〜』オープニングテーマ                                    | 2006年 |
| 残光のガイア                            | テレビ朝日『セレクションX』エンディングテーマ                                                         | 2006年 |
| Justice to Believe                      | PS2用ゲーム『WILD ARMS the Vth Vanguard』オープニングテーマ                                           | 2006年 |
| Crystal Letter                          | PS2用ゲーム『WILD ARMS the Vth Vanguard』エンディングテーマ                                           | 2006年 |
| アオイイロ                              | テレビ東京『うぇぶたま』エンディングテーマ                                                            | 2006年 |
| SECRET AMBITION                         | テレビアニメ『魔法少女リリカルなのはStrikerS』前期オープニングテーマ                                  | 2007年 |
| Heart-shaped chant                      | PS2用ゲーム『シャイニング・ウィンド』オープニングテーマ                                               | 2007年 |
| Level Hi!                               | TBS『がっちりマンデー!!』2007年4〜6月度エンディングテーマ                                             | 2007年 |
| MASSIVE WONDERS                         | テレビアニメ『魔法少女リリカルなのはStrikerS』後期オープニングテーマ                                  | 2007年 |
| MASSIVE WONDERS                         | 日本テレビ『汐留イベント部』2007年8月度エンディングテーマ                                             | 2007年 |
| Pray                                    | テレビアニメ『魔法少女リリカルなのはStrikerS』挿入歌                                                  | 2007年 |
| Happy Dive                              | 日本テレビ『ラジかるッ』2007年8月度エンディングテーマ                                                 | 2007年 |
| Orchestral Fantasia                     | 日本テレビ『音楽戦士 MUSIC FIGHTER』2007年11月度POWER PLAY                                            | 2007年 |
| Astrogation                             | 日本テレビ『音楽戦士 MUSIC FIGHTER』2008年2月度オープニングテーマ                                     | 2008年 |
| COSMIC LOVE                             | テレビアニメ『ロザリオとバンパイア』オープニングテーマ                                                | 2008年 |
| COSMIC LOVE                             | ニンテンドーDS用ゲーム『ロザリオとバンパイア 七夕のミス陽海学園』オープニングテーマ                   | 2008年 |
| Dancing in the velvet moon              | テレビアニメ『ロザリオとバンパイア』エンディングテーマ                                                | 2008年 |
| Trickster                               | ドワンゴ「アニメロミックス」CMソング                                                                  | 2008年 |
| Trickster                               | 日本テレビ『音楽戦士 MUSIC FIGHTER』2008年10月度POWER PLAY                                            | 2008年 |
| DISCOTHEQUE                             | テレビアニメ『ロザリオとバンパイア CAPU2』オープニングテーマ                                          | 2008年 |
| DISCOTHEQUE                             | 日本テレビ『スッキリ!!』2008年9月度エンディングテーマ                                                 | 2008年 |
| Trinity Cross                           | テレビアニメ『ロザリオとバンパイア CAPU2』エンディングテーマ                                          | 2008年 |
| 深愛                                    | テレビアニメ『WHITE ALBUM』オープニングテーマ                                                         | 2009年 |
| 深愛                                    | 日本テレビ『音楽戦士 MUSIC FIGHTER』2009年1月度POWER PLAY                                             | 2009年 |
| PRIDE OF GLORY                          | 日本テレビ『ラジかるッ』2009年1月度エンディングテーマ                                                 | 2009年 |
| 午前0時のBaby Doll                      | ラジオ『GOLD RUSH 水樹奈々のMの世界』エンディングテーマ                                               | 2009年 |
| Gimmick Game                            | TBS『カード学園』オープニングテーマ                                                                   | 2009年 |
| Dear Dream                              | TBS『カード学園』エンディングテーマ                                                                   | 2009年 |
| 悦楽カメリア                            | TBS『笑撃!ワンフレーズ』2009年5月・6月度エンディングテーマ                                            | 2009年 |
| 夢幻                                    | テレビアニメ『WHITE ALBUM』オープニングテーマ                                                         | 2009年 |
| 夢幻                                    | ドワンゴ「アニメロミックス」CMソング                                                                  | 2009年 |
| STORIES                                 | 日本テレビ『第27回 杜の都 全日本大学女子駅伝』イメージソング                                          | 2009年 |
| 十字架のスプレッド                      | アーケードゲーム『シャイニング・フォース クロス』主題歌                                               | 2009年 |
| PHANTOM MINDS                           | 劇場版アニメ『魔法少女リリカルなのは The MOVIE 1st』オープニングテーマ                                | 2010年 |
| PHANTOM MINDS                           | 日本テレビ『音楽戦士 MUSIC FIGHTER』2010年1月度POWER PLAY                                             | 2010年 |
| Don't be long                           | 劇場版アニメ『魔法少女リリカルなのは The MOVIE 1st』挿入歌                                            | 2010年 |
| Song Communication                      | ラジオ『水樹奈々のMの世界』エンディングテーマ                                                         | 2010年 |
| ストロボシネマ                          | ラジオ『水樹奈々のMの世界』エンディングテーマ                                                         | 2010年 |
| Silent Bible                            | PSP用ゲーム『魔法少女リリカルなのはA's PORTABLE -THE BATTLE OF ACES-』オープニングテーマ              | 2010年 |
| UNCHAIN∞WORLD                           | DS用ゲーム『無限のフロンティアEXCEED スーパーロボット大戦OGサーガ』オープニングテーマ                 | 2010年 |
| 天空のカナリア                          | OVA『テイルズ オブ シンフォニア THE ANIMATION テセアラ編』オープニングテーマ                          | 2010年 |
| ミュステリオン                          | TBS『爆!爆!爆笑問題』2010年6・7月度エンディングテーマ                                                 | 2010年 |
| Young Alive!                            | 日本科学未来館ドームシアターガイア上映アニメ『Young Alive! 〜iPS細胞がひらく未来〜』主題歌            | 2010年 |
| SCARLET KNIGHT                          | テレビアニメ『DOG DAYS』オープニングテーマ                                                            | 2011年 |
| SCARLET KNIGHT                          | テレビ朝日『お願い!ランキング』2011年4月度エンディングテーマ                                          | 2011年 |
| SCARLET KNIGHT                          | 愛媛朝日テレビ『Love Chu!Chu!』2011年4月度エンディングテーマ                                          | 2011年 |
| HIGH-STEPPER                            | TBS『王様のブランチ』2011年4月・5月度エンディングテーマ                                               | 2011年 |
| POP MASTER                              | 日本テレビ『第31回全国高等学校クイズ選手権』応援ソング                                                | 2011年 |
| POP MASTER                              | ソーシャルゲーム『アイドルをつくろう♪』テーマソング                                                   | 2011年 |
| UNBREAKABLE                             | ニンテンドー3DS/PSP版『アンチェインブレイズ レクス』オープニングテーマ                                | 2011年 |
| 純潔パラドックス                        | テレビアニメ『BLOOD-C』エンディングテーマ                                                             | 2011年 |
| 7COLORS                                 | TBS『日立 世界・ふしぎ発見!』エンディングテーマ                                                       | 2011年 |
| Stay Gold                               | ラジオ『水樹奈々のMの世界』エンディングテーマ                                                         | 2011年 |
| ROMANCERS' NEO                          | PSP用ゲーム『魔法少女リリカルなのはA's PORTABLE -THE GEARS OF DESTINY-』オープニングテーマ            | 2011年 |
| Synchrogazer                            | テレビアニメ『戦姫絶唱シンフォギア』オープニングテーマ                                                | 2012年 |
| Love Brick                              | テレビドラマ『スイッチガール!!』主題歌                                                                | 2012年 |
| METRO BAROQUE                           | 劇場版アニメ『劇場版 BLOOD-C The Last Dark』主題歌                                                    | 2012年 |
| PARTY! PARTY!                           | TBS『ランク王国』2012年6月・7月度オープニングテーマ                                                   | 2012年 |
| 時空サファイア                          | アニメストーリー『果汁グミ Tweet Mystery メグミとタイヨウII 消えたサファイアロマンの謎』主題歌        | 2012年 |
| ONE                                     | NHK BSプレミアム3『あにまるワンだ〜』エンディングテーマ                                               | 2012年 |
| BRIGHT STREAM                           | 劇場版アニメ『魔法少女リリカルなのは The MOVIE 2nd A's』主題歌                                        | 2012年 |
| Sacred Force                            | 劇場版アニメ『魔法少女リリカルなのは The MOVIE 2nd A's』挿入歌                                        | 2012年 |
| FEARLESS HERO                           | テレビアニメ『DOG DAYS'』オープニングテーマ                                                           | 2012年 |
| Lovely Fruit                            | テレビアニメ『トリコ』エンディングテーマ                                                              | 2012年 |
| LINKAGE                                 | ニンテンドー3DS/PSP版『アンチェインブレイズ エクシヴ』主題歌                                          | 2012年 |
| ダーリンプラスティック                  | ラジオ『水樹奈々のMの世界』エンディングテーマ                                                         | 2012年 |
| 奇跡のメロディア                        | PSP用ゲーム『シャイニング・アーク』主題歌                                                             | 2012年 |
| Happy☆Go-Round!                         | テレビドラマ『スイッチガール!! 2』主題歌                                                              | 2012年 |
| Vitalization                            | テレビアニメ『戦姫絶唱シンフォギアG』オープニングテーマ                                               | 2013年 |
| 愛の星                                  | アニメ映画『宇宙戦艦ヤマト2199 第七章』エンディングテーマ                                             | 2013年 |
| ドラマティックラブ                      | ラジオ『水樹奈々のMの世界』エンディングテーマ                                                         | 2013年 |
| えがおは君のためにある                  | 「第72回国民体育大会」イメージソング                                                                  | 2014年 |
| アパッショナート                        | TBS系テレビ『COUNT DOWN TV』2014年4月・5月度オープニングテーマ                                        | 2014年 |
| Rock you baby!                          | 「animeloLIVE!」CMソング                                                                              | 2014年 |
| セツナキャパシティー                    | ラジオ『水樹奈々のMの世界』エンディングテーマ                                                         | 2014年 |
| Million Ways=One Destination            | iOS/Androidゲームアプリ『乖離性ミリオンアーサー』主題歌                                               | 2014年 |
| 禁断のレジスタンス                      | テレビアニメ『クロスアンジュ 天使と竜の輪舞』前期オープニングテーマ                                   | 2014年 |
| BLUE                                    | アニメ映画『宇宙戦艦ヤマト2199 追憶の航海』エンディングテーマ                                         | 2014年 |
| エデン                                  | 日本テレビ系『スッキリ!!』2015年1月度テーマソング                                                     | 2015年 |
| エデン                                  | 「animelo mix」CMソング                                                                               | 2015年 |
| No Limit                                | テレビアニメ『DOG DAYS"』オープニングテーマ                                                           | 2015年 |
| 終末のラブソング                        | テレビアニメ『クロスアンジュ 天使と竜の輪舞』後期エンディングテーマ                                   | 2015年 |
| Necessary                               | テレビアニメ『クロスアンジュ 天使と竜の輪舞』挿入歌                                                   | 2015年 |
| Angel Blossom                           | テレビアニメ『魔法少女リリカルなのはViVid』オープニングテーマ                                         | 2015年 |
| レイジーシンドローム                    | ラジオ『水樹奈々のMの世界』エンディングテーマ                                                         | 2015年 |
| コイウタ。                              | ラジオ『水樹奈々のMの世界』エンディングテーマ                                                         | 2015年 |
| あしたgraffiti                          | 「愛媛銀行」CMソング                                                                                  | 2015年 |
| Exterminate                             | テレビアニメ『戦姫絶唱シンフォギアGX』オープニングテーマ                                              | 2015年 |
| Glorious Break                          | テレビアニメ『戦姫絶唱シンフォギアGX』挿入歌                                                          | 2015年 |
| ブランブル                              | iOS/Androidゲームアプリ『THE TOWER OF PRINCESS』主題歌                                                | 2015年 |
| It's Only Brave                         | 愛媛朝日テレビ「白球青春2015 めざせ!甲子園 第97回全国高校野球選手権愛媛大会」エンディングテーマソング | 2015年 |
| SUPER☆MAN                               | TBS『東京EXTRA』2015年11月 - 2016年1月度テーマソング                                                  | 2015年 |
| STARTING NOW!                           | テレビアニメ『この美術部には問題がある!』オープニングテーマ                                           | 2016年 |
| アンティフォーナ                        | iOS/Androidゲームアプリ『THE TOWER OF PRINCESS』 主題歌                                               | 2016年 |
| 恋想花火                                | 「なか卯」CMソング                                                                                    | 2016年 |
| UNLIMITED BEAT                          | スマートフォンゲーム『戦姫絶唱シンフォギアXD UNLIMITED』主題歌                                        | 2016年 |
| Please Download                         | ラジオ『水樹奈々のMの世界』エンディングテーマ                                                         | 2016年 |
| 絶対的幸福論                            | TBS『ひるおび!』2017年1月度エンディングテーマ                                                         | 2017年 |
| Destiny's Prelude                       | アニメ映画『魔法少女リリカルなのは Reflection』主題歌                                                 | 2017年 |
| Invisible Heat                          | アニメ映画『魔法少女リリカルなのは Reflection』挿入歌                                                 | 2017年 |
| Poison Lily                             | ラジオ『水樹奈々のMの世界』エンディングテーマ                                                         | 2017年 |
| ACROSS                                  | スマートフォンゲーム『テイルズ オブ アスタリア 追憶の楽園』テーマソング                               | 2017年 |
| TESTAMENT                               | テレビアニメ『戦姫絶唱シンフォギアAXZ』オープニングテーマ                                             | 2017年 |
| ファンタズム                            | 「なか卯」CMソング                                                                                    | 2017年 |
| HOT BLOOD                               | テレビアニメ『バジリスク 〜桜花忍法帖〜』エンディングテーマ                                           | 2018年 |
| 粋恋                                    | テレビアニメ『バジリスク 〜桜花忍法帖〜』エンディングテーマ                                           | 2018年 |
| BLUE ROSE                               | スマートフォンゲーム『クイズRPG 魔法使いと黒猫のウィズ「MARELESS 夢現の蝶」』主題歌                   | 2018年 |
| WHAT YOU WANT                           | Webアニメ『モンスターストライク』エンディングテーマ                                                   | 2018年 |
| 結界（feat.宮野真守）                   | スマートフォンゲーム『陰陽師 本格幻想RPG』テーマソング                                                | 2018年 |
| Birth of Legend                         | スマートフォンゲーム『交響性ミリオンアーサー』主題歌                                                  | 2018年 |
| Hungry Hungry                           | 「なか卯」CMソング                                                                                    | 2018年 |
| NEVER SURRENDER                         | アニメ映画『魔法少女リリカルなのは Detonation』主題歌                                                 | 2018年 |
| GET BACK                                | アニメ映画『魔法少女リリカルなのは Detonation』挿入歌                                                 | 2018年 |
| サーチライト                            | 映画『ふたつの昨日と僕の未来』主題歌                                                                  | 2018年 |
| 嘆きの華                                | テレビアニメ『軒轅剣 蒼き曜』オープニングテーマ                                                       | 2018年 |
| REBELLION                               | スマートフォンゲーム『叛逆性ミリオンアーサー』主題歌                                                  | 2019年 |
| METANOIA                                | テレビアニメ『戦姫絶唱シンフォギアXV』オープニングテーマ                                              | 2019年 |
| FINAL COMMANDER                         | テレビアニメ『戦姫絶唱シンフォギアXV』挿入歌                                                          | 2019年 |
| Born Free                               | Webアニメ『モンスターストライク』エンディングテーマ                                                   | 2019年 |
| SUMMER PIRATES                          | 「なか卯」CMソング                                                                                    | 2019年 |
| DAYBREAKERS                             | スマートフォンゲーム『ファイナルギア -重装戦姫-』主題歌                                               | 2019年 |
| 初見                                    | スマートフォンゲーム『陰陽師』三周年記念テーマソング                                                  | 2019年 |
| こうもりバットはグッドな紳士            | 音楽番組『みんなのうた』2019年10・11月度使用曲                                                        | 2019年 |
| Knock U down                            | TBS系テレビ『COUNT DOWN TV』2019年12・2020年1月度オープニングテーマ                                   | 2019年 |
| Light Births Shadow                     | ラジオ『水樹奈々のMの世界』エンディングテーマ                                                         | 2019年 |
| おばけずかんのうた                      | テレビアニメ『おばけずかん』エンディングテーマ                                                        | 2020年 |
| FIRE SCREAM                             | スマートフォンゲーム『戦姫絶唱シンフォギアXD UNLIMITED』主題歌                                        | 2020年 |
| No Rain, No Rainbow                     | テレビアニメ『デュエル・マスターズ キング』オープニングテーマ                                         | 2020年 |
| Link or Chains                          | テレビアニメ『Levius -レビウス-』オープニングテーマ                                                   | 2021年 |
| Get up! Shout!                          | テレビアニメ『SHAMAN KING』オープニングテーマ                                                         | 2021年 |
| Red Breeze                              | スマートフォンゲーム『COUNTER: SIDE』主題歌                                                           | 2021年 |
| ダブルシャッフル                        | テレビアニメ『トモダチゲーム』オープニングテーマ                                                      | 2022年 |
| スパイラル                              | スマートフォンゲーム『鋼の錬金術師 MOBILE』主題歌                                                     | 2022年 |
| 全力DREAMER                             | テレビ番組『ひめDON!』2022年4月〜テーマソング                                                         | 2022年 |
| HOLY TALE                               | ラジオ『水樹奈々のMの世界』エンディングテーマ                                                         | 2022年 |
| ようこそ愛顔のくにへ                    | テレビ番組『えひめの愛顔発信 #ひめ推し』テーマソング                                                  | 2023年 |
| Sugar Doughnuts                         | テレビアニメ『でこぼこ魔女の親子事情』オープニングテーマ                                              | 2023年 |
| Turn the World                          | テレビアニメ『SHAMAN KING FLOWERS』オープニングテーマ                                                 | 2024年 |
| ADRENALIZED                             | テレビアニメ『HIGHSPEED Étoile』オープニングテーマ                                                    | 2024年 |

## ライブ公演
※公演規模・会場名の後に「☆」のある会場は、声優では初めてライブを開催した会場であることを示す。ただし、武道館・アリーナクラスの大きな会場のみで、小さな会場でのライブは除く。

### ナナフェス
| 公演年 | タイトル                | 公演規模・会場                                |
| ------ | ----------------------- | --------------------------------------------- |
| 2007年 | NANA SUMMER FESTA 2007  | 7月22日 Zepp Tokyo                            |
| 2014年 | NANA WINTER FESTA 2014  | 1月18日 有明コロシアム 1月19日 有明コロシアム |
| 2022年 | NANA REVIVER FESTA 2022 | 7月6日 無観客オンライン配信                   |

### ファンクラブイベント
| 公演年 | タイトル                               | 公演規模・会場 |
| ------ | -------------------------------------- | --- |
| 2004年 | 第1回 S.C.NANA NETファンクラブイベント | 10月24日 STUDIO COAST                                                                                               |
| 2006年 | 第2回 S.C.NANA NETファンクラブイベント | 10月28日 よみうりランドオープンシアターEAST                                                                         |
| 2008年 | S.C.NANA NETファンクラブイベントIII    | 4月27日 日比谷野外大音楽堂 4月29日 大阪城野外音楽堂                                                                 |
| 2009年 | S.C.NANA NETファンクラブイベントⅣ      | 11月21日 東京ビッグサイト                                                                                           |
| 2011年 | S.C.NANA NETファンクラブイベントⅤ      | 9月3日 日本武道館                                                                                                   |
| 2015年 | S.C.NANA NETファンクラブイベントⅥ      | 4月25日 日本武道館 4月26日 日本武道館                                                                               |
| 2017年 | S.C.NANA NETファンクラブイベントⅦ      | 11月18日 さいたまスーパーアリーナ（メインアリーナモード） 11月19日 さいたまスーパーアリーナ（メインアリーナモード） |
| 2020年 | S.C.NANA NETファンクラブイベントⅧ      | 12月6日 さいたまスーパーアリーナ（無観客オンライン配信）                                                            |
| 2023年 | S.C.NANA NETファンクラブイベントⅨ      | 12月23日 ぴあアリーナMM 12月24日 ぴあアリーナMM                                                                     |

### 座長公演
| 公演年 | タイトル                                                  | 公演規模・会場                                      |
| ------ | --------------------------------------------------------- | --------------------------------------------------- |
| 2008年 | 新宿コマ劇場座長公演“水樹奈々大いに唄う”                  | 10月11日 新宿コマ劇場（昼夜2公演）                  |
| 2010年 | 中野サンプラザ座長公演“水樹奈々大いに唄う 弐”             | 12月4日 中野サンプラザ（昼夜2公演）                 |
| 2013年 | 両国国技館座長公演“水樹奈々大いに唄う 参”                 | 3月3日 両国国技館（昼夜2公演）                      |
| 2016年 | 国立代々木競技場第一体育館座長公演“水樹奈々大いに唄う 四” | 1月24日 国立代々木競技場第一体育館（昼夜2公演）     |
| 2019年 | 幕張イベントホール座長公演“水樹奈々大いに唄う 伍”         | 5月5日 幕張イベントホール（ライブビューイングあり） |

## 公式キャラクター
ファンクラブの公式キャラクターとして「ななちょも」と「ナネットさん」がいる。
ななちょもは前述の通り水樹の妹がデザインした物で、一人称は｢ちょも｣、語尾に「ぷ」「ぷぅ〜」などを付けることが多い。主に公式サイトのファンクラブブログ更新を担当しているほか、FCグッズとしてぬいぐるみが販売されている。
ナネットさんは水樹本人がデザインした物で、丸い身体をした鳥。ライブ開催時にはナネットさんが描かれているグッズが販売されるほか、着ぐるみも登場している。2015年7月と2016年4月にはナネットさんのLINEスタンプが販売されており、第2弾にはななちょもが入っているスタンプも含まれている。2012年には「あにまるワンだ〜」（当時水樹がナレーションを行っていたNHK BSプレミアムの教養番組）、2016年にはトラッキー（阪神タイガースのマスコット）とのコラボレーションを行いグッズが発売された。なお、ナネットさんのグッズは一般のライブでも発売されているため、ファンクラブ非会員でも会場に行くことで購入は可能である。